# 1983
| [ Edytuj tabelę ]                                                | |
| Przewodniczący Rady Państwa                                      | - 1972 Henryk Jabłoński 1985 |
| Premier Polski                                                   | - 1981 Wojciech Jaruzelski 1985 |
| Prezydent Polski na uchodźstwie                                  | - 1979 Edward Bernard Raczyński 1986                                                                                                 |
| Premier rządu RP na uchodźstwie                                  | - 1976 Kazimierz Sabbat 1986 |
| I sekretarz KC PZPR                                              | - 1981 Wojciech Jaruzelski 1989 |
| Prezydent Afganistanu                                            | - 1979 Babrak Karmal 1986 |
| Premier Afganistanu                                              | - 1981 Sultan Ali Kesztmand 1988 |
| Przywódca Albanii                                                | - 1944 Enver Hoxha 1985 |
| Premier Albanii                                                  | - 1982 Adil Çarçani 1991 |
| Prezydent Algierii                                               | - 1979 Szadli Bendżedid 1992 |
| Premier Algierii                                                 | - 1979 Mohamed Ben Ahmed Abdelghani 1984                                                                                             |
| Współksiążęta Andory                                             | - 1971 Joan Martí i Alanís 2003 - 1981 François Mitterrand 1995                                                                      |
| Premier Andory                                                   | - 1982 Òscar Ribas Reig 1984 |
| Prezydent Angoli                                                 | - 1979 José Eduardo dos Santos 2017                                                                                                  |
| Premier Antigui i Barbudy                                        | - 1981 Vere Cornwall Bird 1994 |
| Król Arabii Saudyjskiej                                          | - 1982 Fahd ibn Abd al-Aziz Al Su’ud 2005                                                                                            |
| Prezydent Argentyny                                              | - 1982 Reynaldo Bignone 1983 - 1983 Raúl Alfonsín 1989                                                                               |
| Premier Australii                                                | - 1975 Malcolm Fraser 1983 - 1983 Bob Hawke 1991                                                                                     |
| Prezydent Austrii                                                | - 1974 Rudolf Kirchschläger 1986 |
| Kanclerz Austrii                                                 | - 1970 Bruno Kreisky 1983 - 1983 Fred Sinowatz 1986                                                                                  |
| Premier Bahamów                                                  | - 1973 Lynden Pindling 1992 |
| Emir Bahrajnu                                                    | - 1971 Isa ibn Salman Al Chalifa 1999                                                                                                |
| Premier Bahrajnu                                                 | - 1970 Chalifa ibn Salman Al Chalifa 2020                                                                                            |
| Prezydent Bangladeszu                                            | - 1982 A.F.M. Ahsanuddin Chowdhury 1983 - 1983 Hossain Mohammad Ershad 1990                                                          |
| Premier Bangladeszu                                              | - 1982 urząd zniesiony 1984 |
| Premier Barbadosu                                                | - 1976 Tom Adams 1985 |
| Prezydent Birmy                                                  | - 1981 San Yu 1988 |
| Premier Birmy                                                    | - 1977 Maung Maung Kha 1988 |
| Król Belgów                                                      | - 1951 Baudouin 1993 |
| Premier Belgii                                                   | - 1981 Wilfried Martens 1992 |
| Premier Belize                                                   | - 1981 George Cadle Price 1984 |
| Prezydent Beninu                                                 | - 1972 Mathieu Kérékou 1991 |
| Król Bhutanu                                                     | - 1972 Jigme Singye Wangchuck 2006                                                                                                   |
| Premier Bhutanu                                                  | - 1964 urząd zniesiony 1998 |
| Prezydent Boliwii                                                | - 1982 Hernán Siles Zuazo 1985 |
| Prezydent Botswany                                               | - 1980 Quett Masire 1998 |
| Prezydent Brazylii                                               | - 1979 João Baptista de Oliveira Figueiredo 1985                                                                                     |
| Sułtan Brunei                                                    | - 1967 Hassanal Bolkiah |
| Przywódca Bułgarii                                               | - 1954 Todor Żiwkow 1989 |
| Premier Bułgarii                                                 | - 1981 Grisza Filipow 1986 |
| Prezydent Burundi                                                | - 1976 Jean-Baptiste Bagaza 1987 |
| Premier Burundi                                                  | - 1978 urząd zniesiony 1988 |
| Prezydent Chile                                                  | - 1973 Augusto Pinochet 1990 |
| Przewodniczący ChRL                                              | - 1978 Ye Jianying 1983 - 1983 Li Xiannian 1988                                                                                      |
| Premier Chin                                                     | - 1980 Zhao Ziyang 1987 |
| Prezydent Cypru                                                  | - 1977 Spiros Kiprianu 1988 |
| Prezydent Cypru Północnego                                       | - 1983 Rauf Denktaş 2005 |
| Prezydent Czadu                                                  | - 1982 Hissène Habré 1990 |
| Premier Czadu                                                    | - 1982 urząd zniesiony 1991 |
| Prezydent Czechosłowacji                                         | - 1975 Gustáv Husák 1989 |
| Premier Czechosłowacji                                           | - 1970 Lubomír Štrougal 1988 |
| Król Danii                                                       | - 1972 Małgorzata II 2024 |
| Premier Danii                                                    | - 1982 Poul Schlüter 1993 |
| Dalajlama                                                        | - 1940 Tenzin Gjaco |
| Prezydent Dominikany                                             | - 1982 Salvador Jorge Blanco 1986 |
| Prezydent Dominiki                                               | - 1980 Aurelius Marie 1983 - 1983 Clarence Seignoret 1993                                                                            |
| Premier Dominiki                                                 | - 1980 Eugenia Charles 1995 |
| Prezydent Dżibuti                                                | - 1977 Hasan Guled Aptidon 1999 |
| Premier Dżibuti                                                  | - 1978 Barkat Gourad Hamadou 2001 |
| Prezydent Egiptu                                                 | - 1981 Husni Mubarak 2011 |
| Premier Egiptu                                                   | - 1982 Ahmad Fu’ad Muhji ad-Din 1984                                                                                                 |
| Prezydent Ekwadoru                                               | - 1981 Osvaldo Hurtado Larrea 1984                                                                                                   |
| Przewodniczący Wojskowej Rady Administracyjnej Etiopii           | - 1977 Mengystu Hajle Marjam 1987 |
| Przew. Komisji Europejskiej                                      | - 1981 Gaston Thorn (Luksemburg) 1984                                                                                                |
| Premier Fidżi                                                    | - 1970 Kamisese Mara 1987 |
| Prezydent Filipin                                                | - 1965 Ferdinand Marcos 1986 |
| Prezydent Finlandii                                              | - 1981 Mauno Koivisto 1994 |
| Premier Finlandii                                                | - 1982 Kalevi Sorsa 1987 |
| Prezydent Francji                                                | - 1981 François Mitterrand 1995 |
| Premier Francji                                                  | - 1981 Pierre Mauroy 1984 |
| Prezydent Gabonu                                                 | - 1967 Omar Bongo 2009 |
| Premier Gabonu                                                   | - 1975 Léon Mébiame 1990 |
| Prezydent Gambii                                                 | - 1970 Dawda Kairaba Jawara 1994 |
| Prezydent Ghany                                                  | - 1981 Jerry John Rawlings 2001 |
| Prezydent Górnej Wolty                                           | - 1982 Jean-Baptiste Ouédraogo 1983 - 1983 Thomas Sankara 1984                                                                       |
| Prezydent Grecji                                                 | - 1980 Konstandinos Karamanlis 1985                                                                                                  |
| Premier Grecji                                                   | - 1981 Andreas Papandreu 1989 |
| Premier Grenady                                                  | - 1979 Maurice Bishop 1983 - 1983 Bernard Coard 1983 - 1983 Hudson Austin 1983 - 1983 Nicholas Brathwaite 1984                       |
| Prezydent Gujany                                                 | - 1980 Forbes Burnham 1985 |
| Premier Gujany                                                   | - 1980 Ptolemy Reid 1984 |
| Prezydent Gwatemali                                              | - 1982 Efraín Ríos Montt 1983 - 1983 Óscar Humberto Mejía Victores 1986                                                              |
| Prezydent Gwinei                                                 | - 1958 Ahmed Sekou Touré 1984 |
| Premier Gwinei                                                   | - 1972 Louis Lansana Beavogui 1984                                                                                                   |
| Prezydent Gwinei Bissau                                          | - 1980 João Bernardo Vieira 1984 |
| Premier Gwinei Bissau                                            | - 1982 Victor Saúde Maria 1984 |
| Prezydent Gwinei Równikowej                                      | - 1979 Teodoro Obiang Nguema Mbasogo                                                                                                 |
| Premier Gwinei Równikowej                                        | - 1982 Cristino Seriche Bioko 1992                                                                                                   |
| Prezydent Haiti                                                  | - 1971 Jean-Claude Duvalier 1986 |
| Król Hiszpanii                                                   | - 1975 Jan Karol I 2014 |
| Premier Hiszpanii                                                | - 1982 Felipe González 1996 |
| Król Holandii                                                    | - 1980 Beatrycze 2013 |
| Premier Holandii                                                 | - 1982 Ruud Lubbers 1994 |
| Prezydent Hondurasu                                              | - 1982 Roberto Suazo Córdova 1986 |
| Najwyższy przywódca Iranu                                        | - 1979 Ruhollah Chomejni 1989 |
| Prezydent Iranu                                                  | - 1981 Ali Chamenei 1989 |
| Premier Iranu                                                    | - 1981 Mir-Hosejn Musawi 1989 |
| Prezydent Iraku                                                  | - 1979 Saddam Husajn 2003 |
| Premier Iraku                                                    | - 1979 Saddam Husajn 1991 |
| Prezydent Indii                                                  | - 1982 Giani Zail Singh 1987 |
| Premier Indii                                                    | - 1980 Indira Gandhi 1984 |
| Prezydent Indonezji                                              | - 1967 Suharto 1998 |
| Prezydent Irlandii                                               | - 1976 Patrick Hillery 1990 |
| Premier Irlandii                                                 | - 1982 Garret FitzGerald 1987 |
| Prezydent Islandii                                               | - 1980 Vigdís Finnbogadóttir 1996 |
| Premier Islandii                                                 | - 1980 Gunnar Thoroddsen 1983 - 1983 Steingrímur Hermannsson 1987                                                                    |
| Prezydent Izraela                                                | - 1978 Icchak Nawon 1983 - 1983 Chaim Herzog 1993                                                                                    |
| Premier Izraela                                                  | - 1977 Menachem Begin 1983 - 1983 Icchak Szamir 1984                                                                                 |
| Premier Jamajki                                                  | - 1980 Edward Seaga 1989 |
| Cesarz Japonii                                                   | - 1926 Hirohito 1989 |
| Premier Japonii                                                  | - 1982 Yasuhiro Nakasone 1987 |
| Prezydent Jemenu Południowego                                    | - 1980 Ali Nasir Muhammad 1986 |
| Prezydent Jemenu Północnego                                      | - 1978 Ali Abd Allah Salih 1990 |
| Król Jordanii                                                    | - 1952 Husajn 1999 |
| Premier Jordanii                                                 | - 1980 Mudar Badran 1984 |
| Prezydent Jugosławii                                             | - 1982 Petar Stambolić 1983 - 1983 Mika Špiljak 1984                                                                                 |
| Premier Jugosławii                                               | - 1982 Milka Planinc 1986 |
| Prezydent Kamerunu                                               | - 1982 Paul Biya |
| Premier Kamerunu                                                 | - 1982 Bello Bouba Maigari 1983 - 1983 Luc Ayang 1984                                                                                |
| Przywódca Ludowej Republiki Kampuczy                             | - 1972 Heng Samrin 1992 |
| Premier Republiki Kampuczy                                       | - 1982 Chan Sy 1984 |
| Premier Kanady                                                   | - 1980 Pierre Trudeau 1984 |
| Emir Kataru                                                      | - 1972 Chalifa ibn Ahmad 1995 |
| Premier Kataru                                                   | - 1971 Chalifa ibn Ahmad 1995 |
| Prezydent Kenii                                                  | - 1978 Daniel Moi 2002 |
| Prezydent Kiribati                                               | - 1982 Rota Onorio (p.o.) 1983 - 1983 Ieremia Tabai 1991                                                                             |
| Prezydent Kolumbii                                               | - 1982 Belisario Betancur 1986 |
| Prezydent Konga                                                  | - 1979 Denis Sassou-Nguesso 1992 |
| Premier Konga                                                    | - 1975 Louis Sylvain Goma 1984 |
| Patriarcha Konstantynopola                                       | - 1972 Dymitr I 1991 |
| Prezydent Korei Południowej                                      | - 1980 Chun Doo-hwan 1988 |
| Premier Korei Południowej                                        | - 1982 Kim Sang-hyup 1983 - 1983 Chin Iee-chong (p.o.) 1983 - 1983 Chin Iee-chong 1985                                               |
| Prezydent KRLD                                                   | - 1972 Kim Il Sŏng 1994 |
| Premier KRLD                                                     | - 1977 Ri Jong Ok 1984 |
| Prezydent Kostaryki                                              | - 1982 Luis Alberto Monge 1986 |
| Przewodniczący Rady Państwa Kuby                                 | - 1976 Fidel Castro 2008 |
| Emir Kuwejtu                                                     | - 1977 Dżabir III 2006 |
| Premier Kuwejtu                                                  | - 1978 Sad al-Abd Allah as-Salim as-Sabah 2003                                                                                       |
| Prezydent Laosu                                                  | - 1975 Tiao Souphanouvong 1991 |
| Król Lesotho                                                     | - 1966 Moshoeshoe II 1990 |
| Premier Lesotho                                                  | - 1965 Leabua Jonathan 1986 |
| Prezydent Libanu                                                 | - 1982 Amin al-Dżumajjil 1988 |
| Premier Libanu                                                   | - 1980 Szafik al-Wazzan 1984 |
| Prezydent Liberii                                                | - 1980 Samuel Doe 1990 |
| Przywódca Libii                                                  | - 1969 Mu’ammar al-Kaddafi 2011 |
| Premier Libii                                                    | - 1979 Dżad Allah Azzuz at-Talhi 1984                                                                                                |
| Sekretarz generalny PKL Libii                                    | - 1981 Muhammad az-Zarruk Radżab 1984                                                                                                |
| Książę Liechtensteinu                                            | - 1938 Franciszek Józef II 1989 |
| Premier Liechtensteinu                                           | - 1978 Hans Brunhart 1993 |
| Premier Litwyna emigracji                                        | - 1940 Stasys Lozoraitis 1983 - 1983 Stasys Antanas Bačkis 1987                                                                      |
| Wielki książę Luksemburga                                        | - 1964 Jan 2000 |
| Premier Luksemburga                                              | - 1979 Pierre Werner 1984 |
| Prezydent Madagaskaru                                            | - 1975 Didier Ratsiraka 1993 |
| Premier Madagaskaru                                              | - 1977 Désiré Rakotoarijaona 1988 |
| Prezydent Malawi                                                 | - 1966 Hastings Kamuzu Banda 1994 |
| Prezydent Malediwów                                              | - 1978 Maumun ̓Abdul Gajum 2008 |
| Król Malezji                                                     | - 1979 Ahmad Shah 1984 |
| Premier Malezji                                                  | - 1981 Mahathir bin Mohamad 2003 |
| Prezydent Mali                                                   | - 1968 Moussa Traoré 1991 |
| Premier Mali                                                     | - 1969 urząd zniesiony 1986 |
| Prezydent Malty                                                  | - 1982 Agatha Barbara 1987 |
| Premier Malty                                                    | - 1971 Dom Mintoff 1984 |
| Król Maroka                                                      | - 1961 Hassan II 1999 |
| Premier Maroka                                                   | - 1979 Maati Bouabid 1983 - 1983 Mohammed Karim Lamrani 1986                                                                         |
| Prezydent Mauretanii                                             | - 1980 Muhammad Chuna uld Hajdalla 1984                                                                                              |
| Premier Mauretanii                                               | - 1981 Maawija uld Sid’Ahmad Taja 1984                                                                                               |
| Premier Mauritiusa                                               | - 1982 Anerood Jugnauth 1995 |
| Prezydent Meksyku                                                | - 1982 Miguel de la Madrid 1988 |
| Książę Monako                                                    | - 1949 Rainier III 2005 |
| Minister stanu Monako                                            | - 1981 Jean Herly 1985 |
| Przewodniczący Prezydium Wielkiego Churału Ludowego Mongolii     | - 1974 Jumdżaagijn Cedenbal 1984 |
| Premier Mongolii                                                 | - 1974 Dżambyn Batmönch 1984 |
| Prezydent Mozambiku                                              | - 1975 Samora Machel 1986 |
| Sekretarz generalny NATO                                         | - 1971 Joseph Luns (Holandia) 1984                                                                                                   |
| Prezydent Nauru                                                  | - 1978 Hammer DeRoburt 1986 |
| Król Nepalu                                                      | - 1972 Birendra 2001 |
| Premier Nepalu                                                   | - 1979 Surya Bahadur Thapa 1983 - 1983 Lokendra Bahadur Chand 1986                                                                   |
| Prezydent Niemiec                                                | - 1979 Karl Carstens 1984 |
| Kanclerz Niemiec                                                 | - 1982 Helmut Kohl 1998 |
| Prezydent Nigru                                                  | - 1974 Seyni Kountché 1987 |
| Premier Nigru                                                    | - 1983 Mamane Oumarou 1983 - 1983 Hamid Algabid 1988                                                                                 |
| Prezydent Nigerii                                                | - 1979 Shehu Shagari 1983 - 1983 Muhammadu Buhari 1985                                                                               |
| Prezydent Nikaragui                                              | - 1979 junta 1985 |
| Król Norwegii                                                    | - 1957 Olaf V 1991 |
| Premier Norwegii                                                 | - 1981 Kåre Willoch 1986 |
| Premier Nowej Zelandii                                           | - 1975 Robert Muldoon 1984 |
| Przewodniczący Rady Państwa NRD                                  | - 1976 Erich Honecker 1989 |
| Premier NRD                                                      | - 1976 Willi Stoph 1989 |
| Sułtan Omanu                                                     | - 1970 Kabus ibn Sa’id 2020 |
| Sekretarz generalny ONZ                                          | - 1982 Javier Pérez de Cuéllar (Peru) 1991                                                                                           |
| Prezydent Pakistanu                                              | - 1978 Muhammad Zia ul-Haq 1988 |
| Premier Pakistanu                                                | - 1977 urząd zniesiony 1985 |
| Prezydent Palau                                                  | - 1981 Haruo Remeliik 1985 |
| Prezydent Panamy                                                 | - 1982 Ricardo de la Espriella 1984                                                                                                  |
| Wojskowy przywódca Panamy                                        | - 1982 Rubén Darío Paredes 1983 - 1983 Manuel Noriega 1989                                                                           |
| Papież                                                           | - 1978 Jan Paweł II 2005 |
| Premier Papui-Nowej Gwinei                                       | - 1982 Michael Somare 1985 |
| Prezydent Paragwaju                                              | - 1954 gen. Alfredo Stroessner 1989                                                                                                  |
| Prezydent Peru                                                   | - 1980 Fernando Belaúnde Terry 1985                                                                                                  |
| Premier Peru                                                     | - 1979 Pedro Richter Prada 1985 - 1982 Fernando Schwalb López 1984                                                                   |
| Prezydent Południowej Afryki                                     | - 1979 Marais Viljoen 1984 |
| Premier Południowej Afryki                                       | - 1978 Pieter Botha 1984 |
| Prezydent Portugalii                                             | - 1976 António Ramalho Eanes 1986 |
| Premier Portugalii                                               | - 1981 Francisco Pinto Balsemão 1983 - 1983 Mário Soares 1985                                                                        |
| Sekretarz generalny Rady Europy                                  | - 1979 Francenz Karasek (Austria) 1984                                                                                               |
| Prezydent Republiki Środkowoafrykańskiej                         | - 1981 André Kolingba 1993 |
| Premier Republiki Środkowoafrykańskiej                           | - 1981 urząd zniesiony 1991 |
| Prezydent Republiki Zielonego Przylądka                          | - 1975 Aristides Pereira 1991 |
| Premier Republiki Zielonego Przylądka                            | - 1975 Pedro Pires 1991 |
| Prezydent Rumunii                                                | - 1967 Nicolae Ceaușescu 1989 |
| Premier Rumunii                                                  | - 1982 Constantin Dăscălescu 1989 |
| Prezydent Rwandy                                                 | - 1973 Juvénal Habyarimana 1994 |
| Premier Saint Kitts i Nevis                                      | - 1983 Kennedy Simonds 1995 |
| Premier Saint Lucia                                              | - 1982 John Compton 1996 |
| Premier Saint Vincent i Grenadyn                                 | - 1979 Milton Cato 1984 |
| Prezydent Salwadoru                                              | - 1982 Álvaro Magaña 1984 |
| O le Ao o le Malo Samoa                                          | - 1962 Malietoa Tanumafili II 2007                                                                                                   |
| Premier Samoa                                                    | - 1982 Tofilau Eti Alesana 1985 |
| Kapitanowie regenci San Marino                                   | - 1982 Libero Barulli Maurizio Gobbi 1983 - 1983 Adriano Reffi Massimo Roberto Rossini 1983 - 1983 Renzo Renzi Germano De Biagi 1984 |
| Sekretarz Stanu do spraw Politycznych i Zagranicznych San Marino | - 1978 Giordano Bruno Reffi 1986 |
| Prezydent Senegalu                                               | - 1981 Abdou Diouf 2000 |
| Premier Senegalu                                                 | - 1981 Habib Thiam 1983 - 1983 Moustapha Niasse (p.o.) 1983 - 1983 urząd zniesiony 1991                                              |
| Prezydent Seszeli                                                | - 1977 France-Albert René 2004 |
| Prezydent Sierra Leone                                           | - 1971 Siaka Stevens 1985 |
| Prezydent Singapuru                                              | - 1981 Devan Nair 1985 |
| Premier Singapuru                                                | - 1965 Lee Kuan Yew 1990 |
| Prezydent Somalii                                                | - 1969 Mohammed Siad Barre 1991 |
| Premier Somalii                                                  | - 1970 urząd zniesiony 1987 |
| Prezydent Sri Lanki                                              | - 1978 Junius Jayewardene 1989 |
| Premier Sri Lanki                                                | - 1978 Ranasinghe Premadasa 1989 |
| Król Suazi                                                       | - 1982 Dzeliwe (królowa-regentka) 1983 - 1983 Sozisa Dlamini (regent) 1983 - 1983 Ntombi (królowa-regentka) 1986                     |
| Premier Suazi                                                    | - 1979 Mabandla Dlamini 1983 - 1983 Bhekimpi Dlamini 1986                                                                            |
| Prezydent Sudanu                                                 | - 1969 Dżafar Muhammad an-Numajri 1985                                                                                               |
| Premier Sudanu                                                   | - 1977 Dżafar Muhammad an-Numajri 1985                                                                                               |
| Prezydent Surinamu                                               | - 1982 Fred Ramdat Misier 1988 |
| Prezydent Syrii                                                  | - 1971 Hafiz al-Asad 2000 |
| Premier Syrii                                                    | - 1980 Abd ar-Ra’uf al-Kasm 1987 |
| Prezydent Szwajcarii                                             | - 1983 Pierre Aubert 1983 |
| Król Szwecji                                                     | - 1973 Karol XVI Gustaw |
| Premier Szwecji                                                  | - 1982 Olof Palme 1986 |
| Król Tajlandii                                                   | - 1946 Bhumibol Adulyadej 2016 |
| Premier Tajlandii                                                | - 1980 Prem Tinsulanonda 1988 |
| Prezydent Tajwanu                                                | - 1978 Chiang Ching-kuo 1988 |
| Prezydent Tanzanii                                               | - 1964 Julius Nyerere 1985 |
| Premier Tanzanii                                                 | - 1980 Cleopa Msuya 1983 - 1983 Edward Sokoine 1984                                                                                  |
| Prezydent Togo                                                   | - 1967 Gnassingbé Eyadéma 2005 |
| Premier Togo                                                     | - 1961 urząd zniesiony 1991 |
| Król Tonga                                                       | - 1965 Taufaʻahau Tupou IV 2006 |
| Premier Tonga                                                    | - 1965 Sione Ngū Manumataongo Uelingatoni 1991                                                                                       |
| Prezydent Trynidadu i Tobago                                     | - 1976 Ellis Clarke 1987 |
| Premier Trynidadu i Tobago                                       | - 1981 George Chambers 1986 |
| Prezydent Tunezji                                                | - 1957 Habib Burgiba 1987 |
| Premier Tunezji                                                  | - 1980 Muhammad Mizali 1986 |
| Prezydent Turcji                                                 | - 1980 Kenan Evren 1989 |
| Premier Turcji                                                   | - 1980 Bülent Ulusu 1983 - 1983 Turgut Özal 1989                                                                                     |
| Prezydent Ugandy                                                 | - 1980 Milton Obote 1985 |
| Premier Ugandy                                                   | - 1980 Otema Allimadi 1985 |
| Prezydent Urugwaju                                               | - 1981 Gregorio Álvarez 1985 |
| Prezydent USA                                                    | - 1981 Ronald Reagan 1989 |
| Prezydent Vanuatu                                                | - 1980 George Kalkoa 1984 |
| Premier Vanuatu                                                  | - 1980 Walter Lini 1991 |
| Prezydent Wenezueli                                              | - 1979 Luis Herrera Campins 1984 |
| Prezydent Węgier                                                 | - 1967 Pál Losonczi 1987 |
| Premier Węgier                                                   | - 1975 György Lázár 1987 |
| Monarcha Wielkiej Brytanii                                       | - 1952 Elżbieta II 2022 |
| Premier Wielkiej Brytanii                                        | - 1979 Margaret Thatcher 1990 |
| Prezydent Wietnamu                                               | - 1981 Rada Państwa 1992 |
| Premier Wietnamu                                                 | - 1976 Phạm Văn Đồng 1987 |
| Prezydent Włoch                                                  | - 1978 Sandro Pertini 1985 |
| Premier Włoch                                                    | - 1982 Amintore Fanfani 1983 - 1983 Bettino Craxi 1987                                                                               |
| Prezydent WKS                                                    | - 1960 Félix Houphouët-Boigny 1993                                                                                                   |
| Premier WKS                                                      | - 1960 urząd zniesiony 1990 |
| Prezydent Wysp Świętego Tomasza i Książęcej                      | - 1975 Manuel Pinto da Costa 1991 |
| Prezydent Zambii                                                 | - 1964 Kenneth Kaunda 1991 |
| Prezydent Zairu                                                  | - 1971 Mobutu Sese Seko 1997 |
| Prezydent Zimbabwe                                               | - 1980 Canaan Banana 1987 |
| Premier Zimbabwe                                                 | - 1980 Robert Mugabe 1987 |
| Prezydent ZEA                                                    | - 1971 Zajid ibn Sultan Al Nahajjan 2004                                                                                             |
| Premier ZEA                                                      | - 1979 Raszid ibn Said al-Maktum 1990                                                                                                |
| Przywódca ZSRR                                                   | - 1982 Jurij Andropow 1984 |
| Premier ZSRR                                                     | - 1980 Nikołaj Tichonow 1985 |

Rok 1983 / MCMLXXXIII
stulecia: XIX wiek ~
XX wiek ~
XXI wiek

dziesięciolecia:
1950–1959 •
1960–1969 •
1970–1979 •
1980–1989
• 1990–1999
• 2000–2009
• 2010–2019

lata: 1973 «
1978 «
1979 «
1980 «
1981 «
1982 «
1983
» 1984
» 1985
» 1986
» 1987
» 1988
» 1993

## Rok 1983 ogłoszono
- w Kościele katolickim – Rokiem Jubileuszowym z okazji 1950. rocznicy zbawczej śmierci Chrystusa

## Wydarzenia w Polsce
- 4 stycznia – Adam Hanuszkiewicz (Teatr Narodowy) i Gustaw Holoubek (Teatr Dramatyczny) zostali usunięci ze stanowisk dyrektorów teatrów.
- 10 stycznia – odbyła się premiera filmu Filip z konopi.
- 13 stycznia – wydalono korespondentkę UPI, R.E. Gruber; spowodowało to wydalenie z USA korespondenta PAP, Stanisława Głąbińskiego.
- 14 stycznia – Lech Wałęsa podjął próbę powrotu do pracy w Stoczni Gdańskiej. Nie został jednak wpuszczony na teren zakładu.
- 25 stycznia – rozpoczął się proces twórców Radia „Solidarność”.
- 30 stycznia – na wezwanie Biura Politycznego KC PZPR, które postanowiło zlikwidować nadto rozdyskutowane ugrupowanie w partii, rozwiązał się krakowski Klub Kultury „Kuźnica”.
- 2 lutego – prymas Józef Glemp został kardynałem.
- 12 lutego – prokuratura wojskowa skończyła trzydniowe przesłuchania Lecha Wałęsy jako świadka w sprawie przeciwko Jackowi Kuroniowi i innym członkom Komitetu Samoobrony Społecznej „KOR” (Komitet Obrony Robotników).
- 15 lutego – powołano Generalną Dyrekcję Budowy Metra Warszawskiego.
- 21 lutego – premiera filmu Karate po polsku.
- 24 lutego – nowa inscenizacja opery Karola Szymanowskiego Król Roger otworzyła uroczystości 150-lecia Teatru Wielkiego w Warszawie.
- 25 lutego – w Olsztynie ukazało się pierwsze wydanie Dziennika Pojezierza.
- 28 lutego – Główny Urząd Statystyczny podał, że nastąpił dalszy spadek dochodu narodowego o 8% w stosunku do 1982, zaś w stosunku do 1978 – o 25%.
- 9 marca – przed sądem w Grudziądzu rozpoczął się proces Anny Walentynowicz, oskarżonej o zorganizowanie strajku w Stoczni Gdańskiej.
- 14 marca – premiera filmu Epitafium dla Barbary Radziwiłłówny w reżyserii Janusza Majewskiego.
- 15 marca:
  - władze ponowiły oficjalne zaproszenie papieża do złożenia wizyty w ojczyźnie w dniach 16–22 czerwca 1983.
  - podwyżka cen kawy, papierosów i benzyny.
- 16 marca – po porażce 2:3 w rewanżowym meczu z Liverpool FC, Widzew Łódź awansował do półfinału Pucharu Europy Mistrzów Krajowych.
- 22 marca – generał Czesław Kiszczak wyraził optymizm w sprawie łagodzenia obostrzeń stanu wojennego.
- 28 marca – premiera filmu Austeria.
- 30 marca – Anna Walentynowicz została skazana na 15 miesięcy pozbawienia wolności w zawieszeniu za kontynuowanie działalności związkowej w stanie wojennym.
- 11 kwietnia – premiera filmu Wilczyca.
- 15 kwietnia – rozpoczęto budowę warszawskiego metra; 12 lat później (w kwietniu 1995) oddano do użytku pierwszy odcinek, zaś po kolejnych 13 latach (w październiku 2008) zakończono całą budowę pierwszej linii.
- 17 kwietnia – milicja rozbiła niezależne obchody rocznicy powstania w getcie warszawskim.
- 20 kwietnia:
  - prezydent Warszawy zawiesił Związek Artystów Plastyków. Oficjalne uzasadnienie tej decyzji: „za działalność niezgodną ze statutem”.
  - w rewanżowym meczu półfinałowym Pucharu Mistrzów Widzew Łódź zremisował z Juventusem 2:2. W pierwszym meczu wygrali Włosi 2:0.
- 22 kwietnia – utworzenie rezerwatu przyrody Puszcza Mariańska.
- 24 kwietnia – Józef Pinior został aresztowany we Wrocławiu.
- 1 maja – pierwszomajowe kontrmanifestacje, m.in. w Krakowie, Gdańsku i w Warszawie.
- 4 maja – od 13 grudnia 1981 do 31 marca 1983 z powodu naruszenia „praw stanu wojennego” oskarżono 3 tys. osób; 215 przebywało w więzieniach.
- 10 maja – Rada Państwa zalegalizowała pierwszą federację nowych związków zawodowych (hutników).
- 12 maja – maturzysta Grzegorz Przemyk został zatrzymany i pobity przez funkcjonariuszy MO w komisariacie przy ul. Jezuickiej na Starym Mieście w Warszawie, w wyniku czego zmarł dwa dni później w szpitalu.
- 14 maja – śmierć 19-letniego maturzysty Grzegorza Przemyka, przesłuchiwanego w komisariacie milicji na Starym Mieście w Warszawie, zbulwersowała opinię publiczną kraju[1].
- 16 maja – premiera filmu sensacyjnego Wielki Szu w reżyserii Sylwestra Chęcińskiego.
- 19 maja – pogrzeb Grzegorza Przemyka stał się największą od ogłoszenia stanu wojennego pokojową demonstracją przeciwko władzy.
- 22 maja – Polska zremisowała z ZSRR 1:1 w rozegranym w Chorzowie meczu eliminacyjnym do Mistrzostw Europy.
- 27 maja – Gdynia: zakupiony w roku 1929 z darów społeczeństwa statek szkolny – żaglowiec Dar Pomorza – został udostępniony publiczności, jako muzeum.
- 28 maja – Sąd Warszawskiego Okręgu Wojskowego skazał zaocznie na karę śmierci Zdzisława Najdera, szefa sekcji polskiej Radia Wolna Europa w Monachium.
- 31 maja – został aresztowany seryjny morderca Paweł Tuchlin.
- 8 czerwca – wizyta prezesa rady nadzorczej koncernu Kruppa, Bertholta Beitza.
- 16–23 czerwca – miała miejsce II pielgrzymka Jana Pawła II do ojczyzny.
- 17 czerwca – nazajutrz po likwidacji Związku Artystów Plastyków, władze zezwoliły na rejestrację Związku Artystów Rzeźbiarzy.
- 19 czerwca – uroczysta koronacja obrazów Matki Bożej z Brdowa, Lubaczowa, Stoczka Klasztornego i Zielenic, na Jasnej Górze przez Jana Pawła II.
- 20 czerwca – ukazał się debiutancki album grupy Lady Pank.
- 30 czerwca – po wyprodukowaniu 521 311 sztuk zakończono produkcję polskiego samochodu Syrena.
- 1 lipca – podwyżka cen skupu produktów rolnych; dewaluacja złotego w stosunku do dolara o 7,8%.
- 21 lipca – rozwiązała się WRON, generał Wojciech Jaruzelski został przewodniczącym Komitetu Obrony Kraju i zwierzchnikiem sił zbrojnych.
- 22 lipca – Rada Państwa zniosła stan wojenny (wprowadzony 13 grudnia 1981).
- 23 lipca – Jerzy Kukuczka i Wojciech Kurtyka jako pierwsi Polacy znaleźli się na Gaszerbrum I (8068 m n.p.m.), należącym do „Korony Himalajów”.
- 30 lipca – szóstym szlagierem wydawniczym roku stała się powieść Romana Bratnego „Rok w trumnie”, trywialna i brutalna groteska na temat zjawisk stanu wojennego.
- 8 sierpnia – Ryszard Szparak ustanowił rekord Polski w biegu na 400 m ppł. wynikiem 49,17 s.
- 19 sierpnia – władze rozwiązały ZLP.
- 24 sierpnia – władze rozwiązały zarząd polskiego PEN-Clubu i tydzień później ustanowiły zarząd komisaryczny.
- 25 sierpnia – w Stoczni Gdańskiej odbyło się spotkanie wicepremiera Mieczysława Rakowskiego z pracownikami, w którym brał też udział Lech Wałęsa.
- 31 sierpnia – w rocznicę porozumień gdańskich, w wielu miejscowościach odbyły się manifestacje; 1472 osoby zatrzymano, 17 z nich aresztowano.
- 19 września – ukształtował się komitet założycielski z Haliną Auderską na czele, popieranego przez władze nowego ZLP.
- 1 października – w Warszawie przy murach Starego Miasta przy ul. Podwale odsłonięto pomnik Małego Powstańca projektu Jerzego Jarnuszkiewicza.
- 5 października – Gdańszczanin Lech Wałęsa został uhonorowany Pokojową Nagrodą Nobla.
- 17 października – premiera filmu Klakier.
- 20 października – Stary Teatr z Krakowa zainaugurował działalność „Teatru Rzeczypospolitej”; publiczność Warszawy oglądała „Wyzwolenie”, głośny spektakl Stanisława Wyspiańskiego, w reżyserii Konrada Swinarskiego wystawiany od 1974 roku.
- 21 października – wmurowano kamień węgielny pod budowę Instytutu Centrum Zdrowia Matki Polki w Łodzi.
- 23 października – premiera serialu telewizyjnego Blisko, coraz bliżej.
- 28 października – PRON zwrócił się do Sejmu o przedłużenie ustalonego w amnestii okresu ujawnienia się (do końca roku) osób, których działalność polityczna podlegała zagrożeniu karą z mocy dekretów i stanu wojennego.
- 1 listopada:
  - rozpoczęto starania o beatyfikację kardynała Stefana Wyszyńskiego.
  - po 6-miesięcznej przerwie przywrócono reglamentację masła, innych tłuszczów zwierzęcych i margaryny.
- 4 listopada:
  - zjazd „nowego” ZLP: prezesem została Halina Auderska.
  - Katowice: odsłonięto Pomnik Harcerzy Września.
- 12 listopada – premiera „Irydiona” Zygmunta Krasińskiego w Krakowie, Jerzy Trela w roli Masynissy (reżyseria: Mikołaj Grabowski).
- 22 listopada – Sejm PRL przyjął rezygnację Wojciecha Jaruzelskiego ze stanowiska ministra obrony i powołał na ten urząd Floriana Siwickiego.
- 25 listopada – wizyta szefa Komitetu Bezpieczeństwa Państwowego ZSRR, Czebrikowa.
- 7 grudnia – 8 osób zginęło w wybuchu gazu w bloku mieszkalnym na osiedlu Retkinia w Łodzi.
- 10 grudnia – Lech Wałęsa otrzymał Pokojową Nagrodę Nobla – nagrodę odebrała żona.
- 17 grudnia – wieś Lipce została przemianowana na Lipce Reymontowskie.
- 19 grudnia – Janusz Majewski prezesem Stowarzyszenia Filmowców Polskich, które uniknęło rozwiązania przez władzę. Henryk Szletyński prezesem związku aktorów.
- 20 grudnia – wojskowe grupy operacyjne, powołane w warunkach stanu wojennego przez WRON, zbadały funkcjonowanie służb publicznych w kraju.
- 31 grudnia – w 1983, po raz pierwszy od 1979, wzrósł wytworzony dochód narodowy (o 4–5%), ale był on niższy o 20% od dochodu w 1978.

## Wydarzenia na świecie
- 1 stycznia – Niemcy objęły prezydencję w Radzie Unii Europejskiej.
- 3 stycznia:
  - Apple Computer zaprezentowała komputer biurowy z myszką.
  - rozpoczęła się trwająca nieprzerwanie do dzisiaj erupcja wulkanu Kīlauea na Hawajach.
- 12 stycznia – premiera filmu Danton.
- 16 stycznia – 47 osób zginęło, a 20 zostało rannych w katastrofie tureckiego Boeinga 727 w Ankarze.
- 17 stycznia – Nigeria wydaliła ponad 2 miliony nielegalnych imigrantów, głównie z Ghany.
- 19 stycznia:
  - w Boliwii został aresztowany nazistowski zbrodniarz wojenny Klaus Barbie.
  - premiera mikrokomputera Lisa przedsiębiorstwa Apple Computer Inc. – pierwszego komputera osobistego wyposażonego w interfejs graficzny.
- 20 stycznia:
  - na Morzu Śródziemnym zatonął polski drobnicowiec MS „Kudowa Zdrój”; zginęło 20 marynarzy, 8 uratowano.
  - odbyła się prezentacja Fiata Uno.
- 22 stycznia – szwedzki tenisista Björn Borg zakończył karierę sportową.
- 23 stycznia – stacja NBC wyemitowała premierowy odcinek serialu Drużyna A.
- 24 stycznia – zapadły wyroki w masowym procesie członków Czerwonych Brygad i morderców Aldo Moro. Główni oskarżeni skazani zostali na karę dożywotniego pozbawienia wolności.
- 25 stycznia:
  - papież Jan Paweł II promulgował nowy Kodeks prawa kanonicznego.
  - wystrzelono amerykańsko-europejskiego satelitę IRAS, pierwszego przeznaczonego do badań promieniowania podczerwonego.
- 26 stycznia:
  - start sztucznego satelity IRAS, pierwszego teleskopu do obserwacji astronomicznych w podczerwieni.
  - rozpoczęła się sprzedaż arkusza kalkulacyjnego Lotus 1-2-3.
- 27 stycznia – nastąpiło połączenie obu odcinków budowy kolejowego Tunelu Seikan, między japońskimi wyspami Honsiu i Hokkaido.
- 4 lutego – Klaus Barbie, zbrodniarz hitlerowski, został wydany Francji przez władze Boliwii.
- 6 lutego – zbrodniarz hitlerowski z czasów II wojny światowej Klaus Barbie, nazywany „rzeźnikiem z Lyonu”, został przewieziony do więzienia w Lyonie, gdzie oskarżono go o zbrodnie przeciw ludzkości.
- 10 lutego – 1 osoba zginęła, a 7 zostało rannych w wyniku eksplozji granatu rzuconego przez prawicowego ekstremistę podczas demonstracji izraelskiego lewicowego ruchu pokojowego Pokój Teraz w Jerozolimie.
- 11 lutego – Ariel Szaron został zmuszony do ustąpienia z funkcji ministra obrony Izraela po obciążeniu go przez komisję pośrednio winą na masakrę w palestyńskich obozach w Libanie.
- 13 lutego – 64 osoby zginęły w pożarze w kinie Cinema Statuto w Turynie.
- 16 lutego – w południowej Australii wybuchło ponad 180 pożarów, w których zginęło 75 osób (tzw. „środa popielcowa”).
- 23 lutego – rząd hiszpański znacjonalizował holding prasowy Rumasa.
- 6 marca – zwycięstwo koalicji CDU/CSU i FDP w wyborach do Bundestagu – Helmut Kohl kanclerzem RFN. Partia Zielonych pierwszy raz dostała się do Bundestagu.
- 8 marca:
  - w przemówieniu do Narodowego Stowarzyszenia Ewangelików Ronald Reagan nazwał ZSRR „imperium zła”.
  - do handlu wszedł IBM PC/XT, pierwszy komputer osobisty fabrycznie wyposażony w dysk twardy.
- 11 marca:
  - Bob Hawke został premierem Australii.
  - 23 spośród 50 osób na pokładzie zginęło w katastrofie samolotu DC-9 w Wenezueli.
- 12 marca – rebelianci z ugrupowania UNITA uprowadzili w Angoli 66 obywateli Czechosłowacji.
- 16 marca – po porażce 2:3 w rewanżowym meczu ćwierćfinałowym z Liverpool FC, Widzew Łódź awansował do półfinału PEMK. W pierwszym meczu w Łodzi wygrał 2:0.
- 22 marca – Chaim Herzog został wybrany przez Kneset na urząd prezydenta Izraela.
- 23 marca – w telewizyjnym orędziu do narodu prezydent Stanów Zjednoczonych Ronald Reagan ogłosił amerykański program strategicznej obrony antybalistycznej krajów NATO przed atakiem balistycznym ze strony Związku Radzieckiego (ang. Strategic Defense Initiative – Inicjatywa Obrony Strategicznej).
- 29 marca:
  - Helmut Kohl został zaprzysiężony na kanclerza Niemiec.
  - w USA wszedł do handlu pierwszy laptop.
- 30 marca – w RFN powstał drugi rząd Helmuta Kohla.
- 31 marca – około 5 tys. osób zginęło w wyniku trzęsienia ziemi i tsunami w kolumbijskim departamencie Nariño nad Pacyfikiem.
- 4 kwietnia – wahadłowiec kosmiczny Challenger wystartował z przylądka Canaveral do swojej pierwszej misji.
- 6 kwietnia – Juventus F.C. wygrał 2:0 z Widzewem Łódź w pierwszym meczu półfinałowym Pucharu Mistrzów.
- 7 kwietnia – astronauci Donald Peterson i Franklin Story Musgrave odbyli pierwszy w historii spacer kosmiczny z pokładu wahadłowca Challenger.
- 11 kwietnia – odbyła się 55. ceremonia wręczenia Oscarów.
- 15 kwietnia – otwarto Tokyo Disney Resort.
- 18 kwietnia – dokonano zamachu bombowego na ambasadę amerykańską w Bejrucie. Zginęły 83 osoby, a 130 zostało rannych.
- 20 kwietnia – wystrzelono statek kosmiczny Sojuz T-8 z załogową misją na stację orbitalną Salut 7.
- 22 kwietnia – niemiecki tygodnik Stern zapowiedział opublikowanie nieznanych, obszernych pamiętników Adolfa Hitlera z lat 1932–1945. Zakupione za 9,9 mln marek pamiętniki okazały się fałszerstwem.
- 23 kwietnia:
  - feministyczna Lista Kobiet zdobyła trzy mandaty w swym pierwszym starcie w wyborach parlamentarnych na Islandii.
  - w Monachium odbył się 28. Konkurs Piosenki Eurowizji.
- 24 kwietnia:
  - w wyborach do izby niższej austriackiego parlamentu federalnego po raz pierwszy od 13 lat Socjaldemokratyczna Partia Austrii nie uzyskała większości głosów ani mandatów; dymisję złożył Bruno Kreisky, zaś jego następcą na stanowisku kanclerza i przewodniczącego partii został Fred Sinowatz, do 1986 r. kierujący mniejszościowym rządem.
  - wojna kambodżańska: powstańcy z KPNLF i wojska tajlandzkie odparły atak wojsk wietnamskich na znajdujący się na terytorium Tajlandii obóz z uchodźcami kambodżańskimi Nong Samet(inne języki).
- 25 kwietnia:
  - amerykańska sonda kosmiczna Pioneer 10 przekroczyła orbitę Plutona.
  - uruchomiono metro w Lille.
  - magazyn Stern ogłosił odkrycie (jak się później okazało sfałszowanych) pamiętników Adolfa Hitlera.
- 26 kwietnia – 10-letnia Amerykanka Samantha Reed Smith otrzymała list wraz z zaproszeniem do odwiedzenia ZSRR od sekretarza generalnego KPZR Jurija Andropowa, będący odpowiedzią na jej list wysłany po wyborze Andropowa, w którym wyrażała obawę możliwością wybuchu wojny atomowej.
- 28 kwietnia – uchwalono zniesienie kary śmierci w czasie pokoju w państwach członkowskich Rady Europy.
- 5 maja:
  - Chaim Herzog został prezydentem Izraela.
  - w Monachium odbył się 28. Konkurs Piosenki Eurowizji.
- 6 maja – założono chilijski klub piłkarski Deportes Puerto Montt.
- 7 maja – dokonano oblotu szwajcarskiego samolotu szkolno-treningowego Pilatus PC-9.
- 11 maja:
  - „dzień narodowego protestu” w Chile – pokojowa demonstracja przeciw reżimowi wojskowemu i na rzecz swobód obywatelskich.
  - kometa IRAS-Araki-Alcock minęła Ziemię w odległości 4,67 mln km (najbliżej od roku 1770).
- 14 maja – na Sycylii wybuchł wulkan Etna.
- 16 maja – Michael Jackson po raz pierwszy tańczy Moonwalk do piosenki Billie Jean podczas uroczystości Motown 25: Yesterday, Today, and Forever.
- 17 maja – wojna libańska: podpisano układ pokojowy pomiędzy Izraelem a Libanem, przewidujący wycofanie wojsk izraelskich z Libanu.
- 20 maja – w czasopiśmie Science ukazały się artykuły dwóch niezależnych od siebie zespołów naukowych – jednego pod kierunkiem Roberta Gallo, drugiego prowadzonego przez Luca Montagniera – wskazujące, że za zakażenia AIDS odpowiedzialny może być nieznany wcześniej retrowirus; nazwano go później wirusem zespołu nabytego braku odporności (HIV).
- 30 maja – szczyt G7 w Williamsburgu zakończył się wydaniem wspólnego oświadczenia we wspierającego stanowisko USA w negocjacjach rozbrojeniowych.
- 2 czerwca:
  - w kierunku Wenus została wystrzelona radziecka sonda Wenera 15.
  - w katastrofie lotu Air Canada 797 na lotnisku Cincinnati-Northern Kentucky zginęły 23 osoby, a pozostałe 23 zostały ranne.
- 4 czerwca – oficjalną wizytę przyjaźni złożyła w Rumunii partyjno-państwowa delegacja PRL pod przewodnictwem I sekretarza KC PZPR, prezesa Rady Ministrów – gen. armii Wojciecha Jaruzelskiego.
- 6 czerwca – premiera filmu sensacyjnego Ośmiorniczka w reżyserii Johna Glena.
- 7 czerwca – w kierunku Wenus została wystrzelona radziecka sonda Wenera 16.
- 9 czerwca:
  - Mário Soares został po raz drugi premierem Portugalii.
  - zwycięstwo Partii Konserwatywnej Margaret Thatcher w wyborach do Izby Gmin.
- 13 czerwca – sonda Pioneer 10 przecięła orbitę Neptuna i symbolicznie opuściła Układ Słoneczny.
- 16 czerwca:
  - Jurij Andropow został Przewodniczącym Rady Najwyższej ZSRR.
  - pierwszy komercyjny start europejskiej rakiety Ariane z Gujany Francuskiej.
- 17 czerwca – włoska policja aresztowała jednego dnia w Neapolu i innych miastach kilkuset członków Camorry.
- 18 czerwca – Sally Ride została pierwszą Amerykanką w przestrzeni kosmicznej jako członek załogi wahadłowca Challenger w ramach misji STS-7.
- 19 czerwca – przywódcy i szefowie rządów ówczesnych 10 krajów członkowskich Wspólnot Europejskich podpisali Deklarację Stuttgarcką.
- 22 czerwca:
  - po raz pierwszy sztuczny satelita został zdjęty z orbity okołoziemskiej przez wahadłowiec kosmiczny.
  - w Rzymie zaginęła Emanuela Orlandi 15-letnia obywatelka Watykanu, której do dziś nie odnaleziono.
- 24 czerwca – Syria wydaliła szefa OWP Jasira Arafata.
- 27 czerwca – rozpoczęła się załogowa misja statku Sojuz T-9 na stację kosmiczną Salut 7.
- 1 lipca – Grecja objęła prezydencję w Radzie Unii Europejskiej.
- 3 lipca – w Colorado Springs, Amerykanin Calvin Smith ustanowił rekord świata w biegu na 100 m wynikiem 9,93 s.
- 7 lipca – Samantha Smith przybyła do Moskwy.
- 11 lipca – 119 osób zginęło w katastrofie Boeinga 737 w Ekwadorze.
- 15 lipca – 8 osób zginęło, 55 zostało rannych w zamachu bombowym przy linii odpraw Turkish Airlines w porcie lotniczym Paryż-Orly, przeprowadzonym przez armeńską organizację terrorystyczną ASALA.
- 16 lipca – 20 osób zginęło w katastrofie brytyjskiego helikoptera Sikorsky S-61 na Morzu Celtyckim.
- 21 lipca – na stacji antarktycznej Wostok zanotowano rekordowo niską temperaturę powietrza: –89,2 °C.
- 22 lipca – Amerykanin Dick Smith jako pierwszy samotnie obleciał kulę ziemską śmigłowcem, co zajęło mu około 11 miesięcy.
- 23 lipca:
  - na Sri Lance wybuchły krwawe zamieszki na tle etnicznym, które stały się początkiem długotrwałej wojny domowej.
  - Jerzy Kukuczka i Wojciech Kurtyka jako pierwsi Polacy znaleźli się na Gaszerbrum I (8068 m n.p.m.), należącym do „Korony Himalajów”.
  - piloci kanadyjskiego Boeinga 767, nazwanego później szybowcem z Gimli, sprowadzili bezpiecznie maszynę lotem ślizgowym na ziemię, po zgaśnięciu silników na wysokości 8500 metrów.
- 24 lipca:
  - ponad 100 osób zginęło w wyniku runięcia w przepaść przeładowanego autobusu na tzw. „Drodze Śmierci” między Coroico a La Paz w Boliwii.
  - w Wenezueli w 200. rocznicę urodzin Simóna Bolívara powstała tajna, lewicowa organizacja polityczno-wojskowa Boliwariański Ruch Rewolucyjny-200. Jednym z jej założycieli był późniejszy prezydent kraju gen. Hugo Chávez.
- 25 lipca – Metallica wydała swój debiutancki album zatytułowany Kill ’Em All.
- 26 lipca – reprezentantka Czechosłowacji Jarmila Kratochvílová ustanowiła w Monachium niepobity do dzisiaj (2013) rekord świata w biegu na 800 metrów (1:53,28).
- 27 lipca – Madonna wydała swój debiutancki album pt. Madonna.
- 4 sierpnia:
  - Bettino Craxi jako pierwszy socjalista został premierem Włoch.
  - Górna Wolta (dziś Burkina Faso): zamach stanu, w wyniku którego prezydentem został Thomas Sankara.
- 6 sierpnia – pożar hiszpańskiego supertankowca „Castillo De Bellver” w pobliżu Kapsztadu. Statek przełamał się i zatonął, do morza dostało się 250 tys. ton ropy naftowej.
- 7 sierpnia – na Stadionie Olimpijskim w Helsinkach rozpoczęły się pierwsze w historii mistrzostwa świata w lekkoatletyce.
- 8 sierpnia – w wojskowym zamachu stanu został obalony gwatemalski dyktator Efraín Ríos Montt.
- 21 sierpnia – opozycyjny polityk filipiński Benigno Aquino został zastrzelony na lotnisku w Manili.
- 28 sierpnia – Menachem Begin ogłosił niespodziewanie zamiar ustąpienia ze stanowiska premiera Izraela.
- 30 sierpnia – 90 osób zginęło w katastrofie samolotu Tu-134 w Ałmaty (Kazachstan).
- 31 sierpnia – w Koblencji, Amerykanin Edwin Moses ustanowił rekord świata w biegu na 400 m ppł. (47,02 s.)
- 1 września – w pobliżu Sachalinu radzieckie myśliwce zestrzeliły koreański samolot pasażerski.
- 4 września – w Rieti, Brytyjczyk Steve Ovett ustanowił rekord świata w biegu na 1500 m wynikiem 3.30,77 s.
- 6 września – ZSRR przyznał się do zestrzelania koreańskiego samolotu z 269 osobami na pokładzie.
- 9 września – przyjęto dokument końcowy KBWE.
- 15 września – Menachem Begin zrezygnował z funkcji premiera Izraela.
- 16 września – pochodzący z Austrii aktor Arnold Schwarzenegger uzyskał obywatelstwo USA, co pozwoliło mu – 20 lat później – ubiegać się o urząd gubernatora Kalifornii i – po dwukrotnie wygranych wyborach – sprawować go w latach 2003–2011.
- 17 września – Vanessa Williams została pierwszą czarnoskórą Miss USA.
- 19 września – Saint Kitts i Nevis uzyskało niepodległość (od Wielkiej Brytanii).
- 23 września:
  - Saint Kitts i Nevis został członkiem ONZ.
  - 112 osób zginęło w okolicach lotniska w Abu Zabi (ZEA) po wybuchu bomby na pokładzie należącego do Gulf Air Boeinga 737.
- 25 września – 38 członków IRA uciekło z północnoirlandzkiego więzienia Maze, unieszkodliwiając wcześniej strażników.
- 26 września – pułkownik Stanisław Pietrow prawdopodobnie zapobiegł wojnie nuklearnej, ignorując błędne wskazania radzieckiego systemu wczesnego ostrzegania o wystrzeleniu 5 rakiet amerykańskich.
- 27 września:
  - premiera serialu Powrót do Edenu.
  - Richard Stallman ogłosił w Usenecie rozpoczęcie projektu GNU.
- 29 września – w Chicago miała miejsce premiera III Symfonii Witolda Lutosławskiego.
- 2 października – Bangladesz: Muhammad Yunus założył Grameen Bank.
- 4 października – prezydent Ronald Reagan podpisał ustawę w sprawie nadawania programu radiowego na Kubę.
- 5 października:
  - Norweski Komitet Noblowski ogłosił decyzję o przyznaniu Lechowi Wałęsie Pokojowej Nagrody Nobla.
  - czeski astronom Antonín Mrkos odkrył planetoidę (9007) James Bond.
- 9 października – kilka minut przed przyjazdem południowokoreańskiego prezydenta Chun Doo-hwana, wybuch bomby zniszczył Muzeum Męczenników w stolicy Birmy Rangunie. Zginęło 4 Birmańczyków i 17 członków delegacji koreańskiej, w tym 4 ministrów, a 46 osób zostało rannych.
- 10 października:
  - radziecka sonda Wenera 15 weszła na orbitę Wenus.
  - Icchak Szamir zastąpił Menachema Begina na stanowisku premiera Izraela.
- 13 października:
  - zamach stanu na Grenadzie.
  - do amerykańskich sklepów trafił pierwszy na świecie telefon komórkowy Motorola DynaTAC.
- 21 października – XVII Generalna Konferencja Miar ustaliła obecnie obowiązującą definicję metra.
- 22 października – w RFN ponad milion osób wzięło udział w protestach przeciwko zbrojeniom atomowym.
- 23 października – w samobójczych zamachach bombowych na kwatery wojsk francuskich i amerykańskich w Bejrucie zginęło ponad 300 osób.
- 25 października – Stany Zjednoczone dokonały inwazji na Grenadę.
- 28 października – Stany Zjednoczone zawetowały rezolucję Rady Bezpieczeństwa ONZ potępiającą amerykańską interwencję na Grenadzie.
- 30 października:
  - pierwsze wybory w Argentynie od czasu przejęcia władzy przez wojsko.
  - silne trzęsienie ziemi w okolicach miasta Erzurum we wschodniej Turcji spowodowało śmierć ponad 1300 osób.
- 4 listopada – wojna libańska: w Tyrze (Liban) ponad 60 osób zginęło w samobójczym ataku na żołnierzy izraelskich.
- 8 listopada – Angola: 130 osób zginęło w katastrofie Boeinga 737-200 TAAG Angola Airlines.
- 11 listopada – zakończyły się ćwiczenia wojskowe Able Archer 83.
- 15 listopada – ogłoszono niepodległość tureckiej części Cypru (Cypr Północny).
- 17 listopada – w meksykańskim stanie Chiapas powstała Zapatystowska Armia Wyzwolenia Narodowego (EZLN).
- 18 listopada – w setną rocznicę powstania ponownie otwarty został Teatr Narodowy w Pradze.
- 20 listopada – w sieci ABC wyemitowano film telewizyjny Nazajutrz, opowiadający o skutkach hipotetycznej amerykańsko-radzieckiej wojny atomowej.
- 23 listopada:
  - Bundestag podjął decyzję o stacjonowaniu rakiet Pershing II na terenie Niemiec. W odpowiedzi ZSRR zawiesił rozmowy rozbrojeniowe z USA.
  - premiera filmu Czułe słówka.
- 26 listopada – z sejfów w Porcie lotniczym Londyn-Heathrow zrabowano 26 mln funtów w złocie.
- 27 listopada – pod Madrytem rozbił się Boeing 747 kolumbijskich linii Avianca. Spośród 192 osób na pokładzie zginęło 181.
- 28 listopada:
  - urodził się 25-milionowy obywatel Kanady.
  - w katastrofie samolotu Fokker F-28 w nigeryjskim mieście Enugu zginęły 53 osoby.
  - Niemiec Ulf Merbold został pierwszym cudzoziemcem biorącym udział w amerykańskiej misji kosmicznej jako członek załogi wahadłowca Columbia.
- 29 listopada – Zgromadzenie Ogólne ONZ wezwało ZSRR do wycofania się z Afganistanu.
- 2 grudnia – premiera wyreżyserowanego przez Johna Landisa teledysku „Thriller”, ilustrującego utwór Michaela Jacksona.
- 6 grudnia – palestyńscy terroryści zdetonowali bombę podłożoną w autobusie w Jerozolimie; zginęło 6 Izraelczyków, a 43 osoby zostały ranne.
- 7 grudnia – 93 osoby zginęły w zderzeniu na pasie startowym lotniska Barajas pod Madrytem samolotów Boeing 727 i DC-9.
- 10 grudnia:
  - Danuta Wałęsa, w imieniu swego męża Lecha, odebrała w Oslo Pokojową Nagrodę Nobla.
  - Raúl Alfonsín został prezydentem Argentyny.
- 13 grudnia – Turgut Özal został premierem Turcji.
- 15 grudnia:
  - na Cyprze zniesiono karę śmierci za zabójstwo.
  - uchwalono Konstytucję Salwadoru.
- 17 grudnia:
  - zamach IRA na salon Harrodsa w Londynie: 6 osób zginęło, kilkadziesiąt zostało rannych.
  - 82 osoby zginęły, a 27 zostało rannych w wyniku pożaru klubu nocnego Alcalá 20 w Madrycie.
- 19 grudnia – FIFA: w Rio de Janeiro skradziono przyznaną na własność reprezentacji Brazylii Złotą Nike.
- 21 grudnia – w elektrowni jądrowej w Czarnobylu oddano do eksploatacji reaktor nr 4, który eksplodował w 1986 roku.
- 27 grudnia – papież Jan Paweł II spotkał się w więzieniu z Ali Ağcą.
- 28 grudnia – utworzono Szacki Park Narodowy na Ukrainie.
- 29 grudnia – odbył się ślub księżniczki Monako Karoliny i włoskiego biznesmena Stefana Casiraghiego.
- 31 grudnia:
  - wojskowy zamach stanu w Nigerii, prezydent Shehu Shagari został obalony przez gen. Muhammadu Buhariego.
  - na dworcu kolejowym w Marsylii i na pokładzie pociągu TGV Marsylia-Paryż wybuchły bomby, zabijając 5 osób i raniąc kilkadziesiąt. Zamachy są przypisywane organizacji terrorystycznej Carlosa Szakala.

## Urodzili się
- 1 stycznia:
  - Nkosinathi Joyi, południowoafrykański bokser
  - Alicja Łepkowska-Gołaś, polska polityk, posłanka na Sejm RP
  - Dominika Sell, polska aktorka
  - Suchanun Viratprasert, tajska tenisistka
  - Melaine Walker, jamajska lekkoatletka, płotkarka
  - Amr Zaki, egipski piłkarz
  - Elżbieta Mukosiej, polska koszykarka
- 2 stycznia:
  - Kate Bosworth, amerykańska aktorka
  - Agnieszka Chlipała, polska judoczka
  - Jefferson de Oliveira Galvão, brazylijski piłkarz, bramkarz
  - Dominik Witczak, polski siatkarz
- 3 stycznia:
  - Ross Edgar, brytyjski kolarz torowy
  - Matti Hietanen, fiński siatkarz
  - Tyra Misoux, niemiecka aktorka pornograficzna
  - Precious Lara Quigaman, filipińska modelka
- 4 stycznia:
  - Will Bynum, amerykański koszykarz
  - Kerry Condon, irlandzka aktorka
  - Gework Dawtian, ormiański sztangista
  - Kasper Risgård, duński piłkarz
- 6 stycznia:
  - Karolina Sokalska, polska koszykarka
  - Adam Burish, amerykański hokeista
  - Madelaynne Montaño, kolumbijska siatkarka
  - Vlado Petković, serbski siatkarz
- 7 stycznia:
  - Marc Burns, trynidadzko-tobagijski lekkoatleta, sprinter
  - Alicja Malinowska, polska siatkarka
  - Aleksander Miśta, polski szachista
  - Cappie Pondexter, amerykańska koszykarka
  - Michał Słonina, polski futsalista
  - Matteo Tagliariol, włoski szpadzista
  - Witalij Tietieriew, białoruski szachista
- 8 stycznia:
  - Chen Xiexia, chińska sztangistka
  - (lub 1984) Kim Dzong Un, północnokoreański polityk, de facto przywódca Korei Północnej
  - Chris Masters, amerykański wrestler pochodzenia polskiego
  - Taraka Ratna, indyjski aktor
  - Katarzyna Żylińska, polska siatkarka
- 10 stycznia:
  - Artur Bajer, polski koszykarz
  - Li Nina, chińska narciarka dowolna
  - Terweł Pulew, bułgarski bokser
  - Yared Shegumo, polski lekkoatleta, średnio- i długodystansowiec pochodzenia etiopskiego
- 11 stycznia:
  - Miho Bošković, chorwacki piłkarz wodny
  - Rachim Czachkijew, rosyjski bokser
  - Uljana Dienisowa, rosyjska biathlonistka
  - Kaisa Mäkäräinen, fińska biathlonistka
  - Matt McKay, australijski piłkarz
  - André Myhrer, szwedzki narciarz alpejski
  - Adrian Sutil, niemiecki kierowca wyścigowy
- 12 stycznia:
  - Tobiasz Bernat, polski hokeista
  - Stiliani Kaltsidu, grecka koszykarka
  - Piotr Ludwik Orleański-Bragança, brazylijski książę (zm. 2009)
  - Zbigniew Żurek, polski siatkarz
- 13 stycznia:
  - Imran Khan, amerykański aktor
  - Aleksander Kwiek, polski piłkarz
  - Trina Michaels, amerykańska aktorka pornograficzna
  - Weronika Rainczuk, polska judoczka
  - Jason Spezza, kanadyjski hokeista pochodzenia włoskiego
  - Ronny Turiaf, francuski koszykarz
  - Kyryło Turyczenko, ukraiński muzyk, piosenkarz, aktor
  - Giovanni Visconti, włoski kolarz szosowy
- 14 stycznia:
  - Maxime Monfort, belgijski kolarz szosowy
  - Mauricio Soler, kolumbijski kolarz szosowy
  - Edyta Strzycka, polska piosenkarka, kompozytorka, autorka tekstów
- 15 stycznia:
  - Aleksander Baron, polski szef kuchni
  - Emmanuel Chedal, francuski skoczek narciarski
  - Axel Cédric Konan, iworyjski piłkarz
  - Jermaine Pennant, angielski piłkarz
- 16 stycznia:
  - Todd Clever, amerykański rugbysta
  - Helen Gaskell, brytyjska kolarka górska
  - Rafał Grzyb, polski piłkarz
  - Adam Guibourgé-Czetwertyński, polski urzędnik państwowy, dyplomata
  - Marwan Kenzari, holenderski aktor, komik pochodzenia tureckiego
  - Marta Marrero, hiszpańska tenisistka
  - Dube Phiri, zambijski piłkarz
  - Emanuel Pogatetz, austriacki piłkarz
  - Derek Riordan, szkocki piłkarz
  - Andrij Rusoł, ukraiński piłkarz
  - Jan Štokr, czeski siatkarz
- 17 stycznia:
  - Álvaro Arbeloa, hiszpański piłkarz
  - Jewgienij Diemientjew, rosyjski biegacz narciarski
  - Tomáš Jun, czeski piłkarz
  - Rick Kelly, australijski kierowca wyścigowy
  - Yelle, francuska piosenkarka
- 18 stycznia:
  - George Bridgewater, nowozelandzki wioślarz
  - Ludovic Castard, francuski siatkarz
  - Marcin Hycnar, polski aktor
  - Hamdi Kasraoui, tunezyjski piłkarz, bramkarz
  - Samantha Mumba, irlandzka piosenkarka, aktorka, modelka pochodzenia zambijskiego
  - Brianna Lea Pruett, amerykańska piosenkarka, malarka (zm. 2015)
- 19 stycznia:
  - Ismael Blanco, argentyński piłkarz
  - Justyna Kowalczyk, polska biegaczka narciarska
  - Glen Moss, nowozelandzki piłkarz
  - Wioleta Myszor, polska łuczniczka
  - Øystein Pettersen, norweski biegacz narciarski
  - Daouda Sow, francuski bokser pochodzenia senegalskiego
  - Hikaru Utada, japońska piosenkarka
- 20 stycznia – Stephen Moore, australijski rugbysta
- 21 stycznia:
  - Monique Adamczak, australijska tenisistka pochodzenia polskiego
  - Victor Leandro Bagy, brazylijski piłkarz
  - Natalja Bielinska, rosyjska lekkoatletka, tyczkarka
  - Swietłana Chodczenkowa, rosyjska aktorka
  - Paweł Rusek, polski siatkarz
  - Francesca Segat, włoska pływaczka
- 22 stycznia – Primož Urh-Zupan, słoweński skoczek narciarski
- 23 stycznia:
  - Eloge Enza-Yamissi, środkowoafrykański piłkarz
  - David Firth, brytyjski autor filmów animowanych
  - Mariette Hansson, szwedzka piosenkarka
  - Krzysztof Łągiewka, polski piłkarz
  - Didier Ovono, gaboński piłkarz, bramkarz
  - Irving Saladino, panamski lekkoatleta, skoczek w dal
  - Sarah Tait, australijska wioślarka (zm. 2016)
- 24 stycznia
  - Amélie Goulet-Nadon, kanadyjska łyżwiarka szybka
  - Scott Speed, amerykański kierowca wyścigowy
- 25 stycznia:
  - Ivana Brkljačić, chorwacka lekkoatletka, młociarka
  - Yasuyuki Konno, japoński piłkarz
  - Josh Powell, amerykański koszykarz
- 26 stycznia:
  - Nikita Bell, amerykańska koszykarka
  - Arturo Casado, hiszpański lekkoatleta, średniodystansowiec
  - Alim Sielimau, białoruski zapaśnik
- 27 stycznia – Daniel Jeleniewski, polski żużlowiec
- 28 stycznia:
  - Tomasz Madras, polski politolog, ekonomista, polityk, wicewojewoda podlaski
  - Milan Majstorović, serbski koszykarz
  - Zhong Man, chiński szablista
  - Virginie Pichet, francuska tenisistka
  - Chris Wondolowski, amerykański piłkarz pochodzenia polskiego
  - Kimmo Yliriesto, fiński skoczek narciarski
- 29 stycznia:
  - Jekatierina Fiedorkina, rosyjska szablistka
  - Tim Gleason, amerykański hokeista
  - Sileshi Sihine, etiopski lekkoatleta, długodystansowiec
  - Nedžad Sinanović, bośniacki koszykarz
- 30 stycznia – Richard Adjei, niemiecki futbolista i bobsleista (zm. 2020)
- 31 stycznia:
  - Elizabeth Armstrong, amerykańska piłkarka wodna, bramkarka
  - Aaron Cleare, bahamski lekkoatleta, czterystumetrowiec
  - Marta Maj, polska brydżystka
  - Román Martínez, portorykański bokser
  - Fabio Quagliarella, włoski piłkarz
- 1 lutego:
  - Iveta Benešová, czeska tenisistka
  - Alessandro Calvi, włoski pływak
  - Łukasz Kardas, polski wioślarz
  - Kiriłł Kolcow, rosyjski hokeista
  - Elena Leeve, fińska aktorka
  - Florian Liegl, austriacki skoczek narciarski, trener
  - Kevin Martin, amerykański koszykarz
  - Kifayət Qasımova, azerska judoczka
  - Tong Wen, chińska judoczka
  - Jurgen Van den Broeck, belgijski kolarz szosowy
- 2 lutego:
  - Anastasija Dawydowa, rosyjska pływaczka synchroniczna
  - Katarzyna Klisowska, polska lekkoatletka, skoczkini w dal
  - Carolina Klüft, szwedzka lekkoatletka, wieloboistka, skoczkini w dal i trójskoczkini
  - Arsen Pawłow, rosyjski dowódca wojskowy (zm. 2016)
  - Atanasia Pera, grecka lekkoatletyka, trójskoczkini
- 3 lutego:
  - Josefa Fabíola Almeida de Souza, brazylijska siatkarka
  - Carlos Berlocq, argentyński tenisista
  - Deniz Hakyemez, turecka siatkarka
  - Predrag Jokić, czarnogórski piłkarz wodny
  - Patricia Sylvester, grenadyjska lekkoatletka, trójskoczkini
  - Michal Šlesingr, czeski biathlonista
- 4 lutego:
  - Iskra Mijalić, chorwacka siatkarka
  - Lee Stempniak, amerykański hokeista pochodzenia polskiego
  - Tamer Tıraşoğlu, turecko-niemiecki aktor
  - Losza Vera, polski piosenkarz, autor tekstów, kompozytor
  - Dajuan Wagner, amerykański koszykarz
  - Youness Mankari, marokański piłkarz i trener
- 5 lutego:
  - Sajjid Muhammad Adnan, bahrajński piłkarz
  - Anja Hammerseng-Edin, norweska piłkarka ręczna
  - Meghan Musnicki, amerykańska wioślarka
  - Eliseo Quintanilla, salwadorski piłkarz
  - Tiffany Ross-Williams, amerykańska lekkoatletka, płotkarka i sprinterka
  - Yoon Jae-young, południowokoreańska tenisistka stołowa
- 6 lutego:
  - Keila Costa, brazylijska lekkoatletka, skoczkini w dal i trójskoczkini
  - Branko Ilič, słoweński piłkarz
  - Paweł Maślona, polski reżyser, scenarzysta i montażysta filmowy
  - Elisabetta Sancassani, włoska wioślarka
  - Marija Żadan, rosyjska siatkarka
- 9 lutego:
  - Kim Hyun-ki, koreański skoczek narciarski
  - Krystian Kamiński, polski przedsiębiorca, polityk, poseł na Sejm RP
- 10 lutego:
  - Marcin Bąk, polski aktor, kaskader, zawodnik sportów walki
  - Ricardo Clark, amerykański piłkarz
  - Kacper Habisiak, polski reżyser dźwięku
  - Marta Natanek, polska siatkarka
  - Lucía Paraja, hiszpańska siatkarka
  - James Ryan, nowozelandzki rugbysta
  - Alina Siergiejewa, rosyjska aktorka
  - Matej Tóth, słowacki lekkoatleta, chodziarz
- 11 lutego:
  - Sheri-Ann Brooks, jamajska lekkoatletka, sprinterka
  - Krzysztof Pływaczyk, polski biathlonista
  - Ronald Ross, amerykański koszykarz, trener
  - Tihhon Šišov, estoński piłkarz
  - Victor Terrazas, meksykański bokser
  - Rafael van der Vaart, holenderski piłkarz
- 12 lutego:
  - Wiaczasłau Hleb, białoruski piłkarz
  - Krešimir Lončar, chorwacki siatkarz
  - Ana Rucner, chorwacka wiolonczelistka
  - Morten Skjønsberg, norweski piłkarz
  - Itamar Stein, izraelski siatkarz
  - Iwan Usienka, białoruski hokeista
  - Iko Uwais, indonezyjski aktor, kaskader, choreograf sztuk walki
  - Romain Vadeleux, francuski siatkarz
- 13 lutego:
  - Mohammad Gholami, irański piłkarz
  - Mladen Kašćelan, czarnogórski piłkarz
  - Dmitrij Kłokow, rosyjski sztangista
  - Marcin Salamonik, polski koszykarz
  - Anna Watkins, brytyjska wioślarka
  - Łukasz Woszczyński, polski kajakarz
- 14 lutego:
  - Chiara Arcangeli, włoska siatkarka
  - Sada Jacobson, amerykańska szablistka
  - Nikola Kovačević, serbski siatkarz
  - Agnieszka Krawczuk, polska lekkoatletka, miotaczka
  - Julia Ling, amerykańska aktorka
  - Eric Nystrom, amerykański hokeista
  - Bacary Sagna, francuski piłkarz pochodzenia senegalskiego
  - Takayuki Tanii, japoński lekkoatleta, chodziarz
- 15 lutego:
  - David Andersen, norweski skoczek narciarski
  - Ashley Cafagna-Tesoro, amerykańska aktorka
  - Don Cowie, szkocki piłkarz
  - Philipp Degen, szwajcarski piłkarz
  - Selita Ebanks, amerykańska modelka, aktorka
  - Stefan Kaiser, austriacki skoczek narciarski
  - Russell Martin, kanadyjski baseballista
  - Sílvia Pérez Cruz, katalońska wokalistka jazzowa i flamenco
  - Curtis Stinson, amerykański koszykarz
- 16 lutego:
  - Charlet Chung, amerykańska aktorka
  - Agyness Deyn, brytyjska modelka
  - Miglena Markowa, bułgarska wioślarka
  - Tuomo Ruutu, fiński hokeista
- 17 lutego:
  - Alicja Buławka-Fankidejska, polska artystka, ceramik
  - Małgorzata Chojnacka, polska kajakarka
  - Émilie Fer, francuska kajakarka
  - Chelsea Newton, amerykańska koszykarka
  - Kevin Rudolf, amerykański piosenkarz, autor tekstów, producent muzyczny
  - Joëlle Scheer, luksemburska lekkoatletka, tyczkarka
- 18 lutego:
  - Kara Braxton, amerykańska koszykarka
  - Osmany Camejo Durruty, kubański siatkarz
  - Priscila Fantin, brazylijska aktorka
  - Monique Henderson, amerykańska lekkoatletka, sprinterka
  - Jermaine Jenas, angielski piłkarz
  - Jason Maxiell, amerykański koszykarz
  - Ilja Roslakow, rosyjski skoczek narciarski
  - Roberta Vinci, włoska tenisistka
- 20 lutego:
  - Lacy Janson, amerykańska lekkoatletka, tyczkarka
  - Łukasz Jóźwiak, polski lekkoatleta, średniodystansowiec
  - Ana Matnadze, gruzińska szachistka
  - Emad Motaeb, egipski piłkarz
  - Justin Verlander, amerykański baseballista
- 21 lutego:
  - Michelle Suárez Bértora, urugwajska polityczka (zm. 2022)
  - Demián González, argentyński siatkarz
  - Adam Johansson, szwedzki piłkarz
  - Mélanie Laurent, francuska aktorka
  - Marina Miletić, chorwacka siatkarka
  - Mitja Mörec, słoweński piłkarz
  - Filip Trojan, czeski piłkarz
  - Anna Wawrzycka, polska zapaśniczka
- 22 lutego:
  - Penny Flame, amerykańska aktorka pornograficzna
  - Marko Samardžić, serbski siatkarz
  - Andriej Taratuchin, rosyjski hokeista
- 23 lutego:
  - Emily Blunt, brytyjska aktorka
  - Simon Eder, austriacki biathlonista
  - Krasimir Gajdarski, bułgarski siatkarz
  - Mido, egipski piłkarz
  - Sahit Prizreni, albański zapaśnik
- 24 lutego:
  - Mateusz Bąk, polski piłkarz, bramkarz
  - Jan Błachowicz, polski zawodnik MMA
  - Martin Dressen, niemiecki bokser
  - Surya Ganguly, indyjski szachista
  - Krzysztof Garbaczewski, polski reżyser i scenograf teatralny
  - Santiago González, meksykański tenisista
  - Russel Mwafulirwa, malawijski piłkarz
  - Javier Pinola, argentyński piłkarz
  - Samantha Richards, australijska koszykarka
  - Vilma Rimšaitė, litewska kolarka BMX
  - Marcin Stefański, polski koszykarz
- 25 lutego:
  - Monique Currie, amerykańska koszykarka
  - Sylwia Gawlikowska, polska pięcioboistka nowoczesna
  - Eduardo da Silva, chorwacki piłkarz pochodzenia brazylijskiego
  - Lulu Wang, amerykańska reżyserka
  - Akira Yaegashi, japoński bokser
- 26 lutego:
  - Kara Monaco, amerykańska modelka
  - Pepe, portugalski piłkarz pochodzenia brazylijskiego
  - Nate Ruess, amerykański wokalista, członek zespołu Fun
- 27 lutego:
  - Duje Draganja, chorwacki pływak
  - Devin Harris, amerykański koszykarz
  - Kate Mara, amerykańska aktorka
  - Vítězslav Veselý, czeski lekkoatleta, oszczepnik
- 28 lutego:
  - Ice La Fox, amerykańska aktorka pornograficzna
  - Vungakoto Lilo, tongijski rugbusta
  - Sara Nordenstam, norweska pływaczka
  - Ferran Pol, andorski piłkarz, bramkarz
  - Grzegorz Rusiecki, polski prawnik, samorządowiec, polityk, poseł na Sejm RP
  - Nikolaj Villumsen, duński polityk, eurodeputowany
- 1 marca:
  - Alejandro Claveaux, brazylijski aktor
  - Elan Sara DeFan, meksykańska piosenkarka
  - Mary Kom, indyjska pięściarka
  - Mirko Kovač, serbski koszykarz
  - Dawid Olejniczak, polski tenisista
  - Lupita Nyong’o, kenijska aktorka
  - Shawn Toovey, amerykański aktor
  - Stanka Złatewa, bułgarska zapaśniczka
- 2 marca:
  - Lisandro López, argentyński piłkarz
  - Glen Perkins, amerykański baseballista
  - Clara Woltering, niemiecka piłkarka ręczna, bramkarka
- 3 marca:
  - Heather Fell, brytyjska pięcioboistka nowoczesna
  - Karol Nawrocki, polski historyk, prezes IPN, prezydent RP
  - Sarah Poewe, niemiecka pływaczka
- 4 marca:
  - Esteban Conde, urugwajski piłkarz, bramkarz
  - Samuel Contesti, włoski łyżwiarz figurowy pochodzenia francuskiego
  - Anita Gara, węgierska szachistka
  - Julija Guszczina, rosyjska lekkoatletka, sprinterka
- 5 marca:
  - Natalija Kuszcz, ukraińska lekkoatletka, tyczkarka
  - Shaban Nditi, tanzański piłkarz
  - Nik Xhelilaj, albański aktor
- 6 marca:
  - Anna Ołdak, polska piosenkarka
  - Giulia Quintavalle, włoska judoczka
  - Andranik Tejmurijan, irański piłkarz pochodzenia ormiańskiego
- 8 marca:
  - Nadzieja Drozd, białoruska koszykarka
  - Maialen Chourraut, hiszpańska kajakarka górska
  - Nicole Clerico, włoska tenisistka
  - Konrad Krönig, polski samorządowiec, prezydent Skarżyska-Kamiennej
  - Poliana Okimoto, brazylijska pływaczka długodystansowa pochodzenia japońskiego
  - André Santos, brazylijski piłkarz
- 9 marca:
  - Dája Bedáňová, czeska tenisistka
  - Brent Burns, kanadyjski hokeista
  - Clint Dempsey, amerykański piłkarz
  - Jelena Ezau, kazachska siatkarka
  - Agnieszka Frankowska, polska lekkoatletka, płotkarka
  - Jarosław Krajewski, polski polityk, politolog, poseł na Sejm RP
  - Janis Masmanidis, grecki piłkarz
  - Maite Perroni, meksykańska aktorka, piosenkarka
  - Antonio Spadaccino(inne języki), włoski piosenkarz
  - Marko Šuler, słoweński piłkarz
- 10 marca:
  - Natasha Alam, amerykańska modelka, aktorka
  - Jelena Bowina, rosyjska tenisistka
  - Ryu Hyun-kyung, południowokoreańska aktorka i reżyserka filmowa
  - Carrie Underwood, amerykańska piosenkarka
- 11 marca:
  - Dienis Gizatullin, rosyjski żużlowiec
  - Żaneta Glanc, polska lekkoatletka, dyskobolka
  - Joanna Kocielnik, polska lekkoatletka, płotkarka
  - Ana Kokić, serbska piosenkarka
  - Lukáš Krajíček, czeski hokeista
  - Anton Kurjanow, rosyjski hokeista
  - Kamil Kuzera, polski piłkarz
  - Cristian Malmagro, hiszpański piłkarz ręczny
- 12 marca:
  - Olieg Achrem, białoruski siatkarz
  - Atif Aslam, pakistański piosenkarz
  - Bojan Jordanow, bułgarski siatkarz
  - Maakan Tounkara, francuska piłkarka ręczna
- 13 marca:
  - Kaitlin Sandeno, amerykańska pływaczka
  - Monika Sozanska, niemiecka szpadzistka
  - Agnieszka Zabrocka, polska judoczka
- 14 marca:
  - Baktijar Artajew, kazachski bokser
  - Fabrice Do Marcolino, gaboński piłkarz
  - Taylor Hanson, amerykański muzyk, wokalista, członek zespołu Hanson
  - Agnieszka Kapała-Sokalska, polska adwokat, działaczka samorządowa, członkini zarządu województwa pomorskiego
  - Alessandra Meyer-Wölden, niemiecka modelka, aktorka
  - Neri-Mandei Niannguara, grecka pływaczka
  - Shellerini, polski raper
- 15 marca:
  - Parisa Liljestrand], szwedzka nauczycielka, działaczka samorządowa, polityk pochodzenia irańskiego
  - Elisa Spiropali, albańska polityk
- 16 marca – Ben Hebert, kanadyjski curler
- 17 marca:
  - Daniel Davidsson, szwedzki żużlowiec
  - Astrid Guyart, francuska florecistka
  - Patryk Kuchczyński, polski piłkarz ręczny
  - Raul Meireles, portugalski piłkarz
  - Jelena Pandžić, chorwacka tenisistka
  - Attila Vajda, węgierski kajakarz, kanadyjkarz
  - Ambako Waczadze, rosyjski zapaśnik pochodzenia gruzińskiego
- 18 marca:
  - Stéphanie Cohen-Aloro, francuska tenisistka
  - Anna Goodale, amerykańska wioślarka
  - Karim Kamanzi, rwandyjski piłkarz
  - Aleš Mejač, słoweński piłkarz
  - Gergő Wöller, węgierski zapaśnik
  - Wital Woranau, białoruski pisarz, wydawca, tłumacz, wykładowca akademicki
- 19 marca:
  - Nicole Fessel, niemiecka biegaczka narciarska
  - Sławomir Zapała, polski piosenkarz, showman, aktor, muzyk, konferansjer
- 20 marca:
  - Michael Cassidy, amerykański aktor
  - Thomas Kahlenberg, duński piłkarz
  - Eiji Kawashima, japoński piłkarz, bramkarz
  - Jenni Vartiainen, fińska piosenkarka
- 21 marca:
  - Anatolie Doroș, mołdawski piłkarz
  - Agata Drozdowska, polska kostiumografka filmowa (zm. 2017)
  - Gonzalo Fierro, chilijski piłkarz
  - Martina Hrašnová, słowacka lekkoatletka, młociarka
  - Juan Murré, portugalski rugbysta
  - Jakub Wieczorek, polski aktor
- 22 marca:
  - Magdalena Błeńska, polska architekt, polityk, poseł na Sejm RP
  - Aleksandra Kisio, polska aktorka
  - Maria Rydqvist, szwedzka biegaczka narciarska
  - Agnieszka Wieszczek-Kordus, polska zapaśniczka
- 23 marca:
  - Dijon Thompson, amerykański koszykarz
  - Karolina Borkowska, polska aktorka
  - Mohamed Farah, brytyjski lekkoatleta, biegacz długodystansowy i przełajowy
  - Kader Mangane, senegalski piłkarz
  - Sascha Riether, niemiecki piłkarz
  - Mariusz Stańczuk, polski wioślarz
  - Philipp Zeller, niemiecki hokeista na trawie
- 24 marca
  - T.J. Ford, amerykański koszykarz
  - Krzysztof Komorski, polski samorządowiec, polityk, wojewoda lubelski
- 25 marca:
  - Anna Maria Buczek, polska aktorka
  - Njazi Kuqi, fiński piłkarz pochodzenia kosowskiego
  - Magdalena Nykiel, polska biathlonistka
  - Sanja Starović, serbska siatkarka
  - Porter Troupe, amerykański koszykarz
  - Małgorzata Zofia Zawadzka, polska aktorka
- 26 marca:
  - Roman Bednář, czeski piłkarz
  - Wagner Domingos, brazylijski lekkoatleta, młociarz
  - Toni Elías, hiszpański motocyklista wyścigowy
  - Jakub Hanák, czeski wioślarz
  - Jeong Ji-hyeon, południowokoreański zapaśnik
  - Teemu Lassila, fiński hokeista, trener
  - Jelena Lozančić, francuska siatkarka pochodzenia chorwackiego
  - Salesi Maʻafu, australijski rugbysta
  - Jonida Maliqi, albańska piosenkarka, prezenterka telewizyjna
- 27 marca:
  - Alina Devecerski, szwedzka piosenkarka
  - Julija Gołubczikowa, rosyjska lekkoatletka, tyczkarka
  - Robert Guerrero, amerykański bokser pochodzenia meksykańskiego
  - Wasilij Koszeczkin, rosyjski hokeista, bramkarz
  - Igor Picușceac, mołdawski piłkarz
- 28 marca:
  - Ladji Doucouré, francuski lekkoatleta, płotkarz
  - Ania Rusowicz, polska piosenkarka
- 29 marca:
  - Efstatios Aloneftis, cypryjski piłkarz
  - Monica Grimsrud, norweska lekkoatletka, tyczkarka
  - Youssef Saad Kamel, bahrajński lekkoatleta, średniodystansowiec pochodzenia kenijskiego
  - Miki Shimada, japońska siatkarka
- 30 marca:
  - Daouda Diakité, burkiński piłkarz, bramkarz
  - Holger Glandorf, niemiecki piłkarz ręczny
  - James Goddard, brytyjski pływak
  - Margaret Hoelzer, amerykańska pływaczka
  - Britta Norgren, szwedzka biegaczka narciarska
  - Sarah Stevenson, brytyjska taekwondzistka
  - Hebe Tien, tajwańska piosenkarka, aktorka
  - Linnea Torstenson, szwedzka piłkarka ręczna
  - Yeom Ki-hun, południowokoreański piłkarz
- 31 marca:
  - Thierry Issiémou, gaboński piłkarz
  - Rienat Mamaszew, rosyjski hokeista
  - Katarzyna Wójcik, polska pięcioboistka nowoczesna
- 1 kwietnia:
  - Jussi Jokinen, fiński hokeista
  - Matt Lanter, amerykański aktor
  - Mio Suemasa, japońska kolarka górska
  - Siergiej Łazariew, rosyjski piosenkarz
- 2 kwietnia:
  - Arthur Boka, iworyjski piłkarz
  - Paul Capdeville, chilijski tenisista
  - Laura Carmine, amerykańska aktorka
  - Katarzyna Duran, polska piłkarka ręczna
  - Ana Lelas, chorwacka koszykarka
  - Maksym Mazuryk, ukraiński lekkoatleta, tyczkarz
  - Milan Stepanov, serbski piłkarz
  - Yung Joc, amerykański raper
- 4 kwietnia – Amanda Righetti, amerykańska aktorka
- 5 kwietnia:
  - Maksim Anisimau, białoruski skoczek narciarski
  - Diana Castaño, hiszpańska siatkarka
  - Jorge Andrés Martínez, urugwajski piłkarz
  - Shikha Uberoi, indyjska tenisistka
  - Ouyang Xiaofang, chińska sztangistka
- 6 kwietnia:
  - Diora Baird, amerykańska aktorka, modelka
  - Jamal Campbell-Ryce, jamajski piłkarz
  - Catherine Cheatley, nowozelandzka kolarka szosowa i torowa
  - Rick Cosnett, zimbabwejsko-australijski aktor
  - Danny Mrwanda, tanzański piłkarz
  - Mitsuru Nagata, japoński piłkarz
  - Christian Sprenger, niemiecki piłkarz ręczny
- 7 kwietnia:
  - Marcos Angeleri, argentyński piłkarz
  - Andrea Fuentes, hiszpańska pływaczka synchroniczna
  - Kyle Labine, kanadyjski aktor
  - Ismail Matar, emiracki piłkarz
  - Franck Ribéry, francuski piłkarz
- 8 kwietnia:
  - Edson Braafheid, holenderski piłkarz
  - Natalie Hurst, australijska koszykarka
  - Anastasija Jermakowa, rosyjska pływaczka synchroniczna
  - Tatjana Pietrowa, rosyjska lekkoatletka, biegaczka długodystansowa
  - Katarzyna Stochaj, polska piłkarka
  - Bruno Vale, portugalski piłkarz, bramkarz
- 10 kwietnia – Ryan Merriman, amerykański aktor
- 11 kwietnia:
  - Sylwia Bileńska, polska zapaśniczka
  - Sandro Calabro, holenderski piłkarz
  - Jennifer Heil, kanadyjska narciarka dowolna
  - Rubén Palazuelos, hiszpański piłkarz
- 12 kwietnia:
  - Jelena Dokić, australijska tenisistka pochodzenia serbskiego
  - Luke Kibet, kenijski lekkoatleta, maratończyk
  - Klāvs Olšteins, łotewski polityk
  - Takashi Yamamoto, japoński pianista
- 13 kwietnia:
  - Claudio Bravo, chilijski piłkarz, bramkarz
  - Ricky Burns, szkocki bokser
  - Nicole Cooke, brytyjska kolarka szosowa
  - Hunter Pence, amerykański baseballista
  - Conny Waßmuth, niemiecka kajakarka
  - Tian Zhandong, chiński skoczek narciarski
- 14 kwietnia – Simona La Mantia, włoska lekkoatletka, trójskoczkini
- 15 kwietnia:
  - Marek Bakoš, słowacki piłkarz
  - Blu, amerykański raper, producent muzyczny
  - Alice Braga, brazylijska aktorka
  - Matt Cardle, brytyjski piosenkarz, gitarzysta
  - Dudu Cearense, brazylijski piłkarz
  - Ilja Kowalczuk, rosyjski hokeista
  - Steve Langton, amerykański bobsleista
  - Siergiej Monia, rosyjski koszykarz
  - Anna Żelazko, polska piłkarka
- 16 kwietnia:
  - Jaycee Carroll, amerykańsko-azerski koszykarz
  - Marié Digby, amerykańska gitarzystka, pianistka, piosenkarka
  - Manu-L, szwajcarski piosenkarz
  - Manuela Martelli, chilijska aktorka
- 17 kwietnia:
  - Gal Alberman, izraelski piłkarz
  - Maria Fernanda Alves, brazylijska tenisistka
  - Cho Won-hee, południowokoreański piłkarz
  - Stanisław Czistow, rosyjski hokeista
  - Thomas Kristensen, duński piłkarz
- 18 kwietnia:
  - Miguel Cabrera, wenezuelski baseballista
  - Szabolcs Huszti, węgierski piłkarz
  - Katherine Maher, amerykańska działaczka, menedżerka
  - Ida-Theres Nerell, szwedzka zapaśniczka
  - Hernán Rengifo, peruwiański piłkarz
- 20 kwietnia:
  - Alison Bartosik, amerykańska pływaczka synchroniczna
  - Danny Granger, amerykański koszykarz
  - Miranda Kerr, australijska modelka
  - Erik Segerstedt, szwedzki piosenkarz
- 21 kwietnia:
  - Todor Aleksiew, bułgarski siatkarz
  - Paweł Brożek, polski piłkarz
  - Piotr Brożek, polski piłkarz
  - Agata Gramatyka, polska wioślarka
- 23 kwietnia:
  - Leon Andreasen, duński piłkarz
  - Alex Bogomolov Jr., rosyjski tenisista
  - Daniela Hantuchová, słowacka tenisistka
  - Marta Mangué, hiszpańska piłkarka ręczna
  - Jung Soon-ok, południowokoreańska lekkoatletka, skoczkini w dal
  - Gerhardus Zandberg, południowoafrykański pływak
- 24 kwietnia:
  - Jenny Adler, niemiecka biathlonistka
  - Radosław Cierzniak, polski piłkarz, bramkarz
  - Elżbieta Danilczyk, polska lekkoatletka, kulomiotka
  - Chietag Gaziumow, rosyjski zapaśnik pochodzenia osetyjskiego
  - Iman bint Husajn, jordańska księżniczka
  - Abderrahman Kabous, marokański piłkarz
  - Serhij Krawczenko, ukraiński piłkarz
  - Hanna Melnyczenko, ukraińska lekkoatletka, wieloboistka
  - Kamila Szczepańska, polska brydżystka
- 25 kwietnia:
  - Ołeh Husiew, ukraiński piłkarz
  - Bogna Jóźwiak, polska szablistka
  - Agnieszka Judycka, polska aktorka
  - Dušan Kožíšek, czeski biegacz narciarski
  - Marek Kubiszewski, polski piłkarz ręczny, bramkarz
  - Marko Marić, chorwacki piłkarz
  - Nick Willis, nowozelandzki lekkoatleta, średniodystansowiec
- 26 kwietnia:
  - Tadeusz Błażusiak, polski motocyklista, startujący w trialu i enduro
  - Krzysztof Kozłowski, polski prawnik, polityk, wojewoda zachodniopomorski
- 28 kwietnia:
  - Emily Azevedo, amerykańska bobsleistka
  - Aleksandra Kozioł, polska artystka
  - Dan Mangan, kanadyjski muzyk, kompozytor, wokalista, autor tekstów
  - Raphael Margarido, brazylijski siatkarz
  - Pappachan Pradeep, indyjski piłkarz
  - Bryony Shaw, brytyjska żeglarka sportowa
- 29 kwietnia:
  - David Lee, amerykański koszykarz
  - Semih Şentürk, turecki piłkarz
  - Jen Soska, kanadyjska reżyserka, scenarzystka i producentka filmowa
  - Sylvia Soska, kanadyjska reżyserka, scenarzystka i producentka filmowa
  - Aco Stojkow, macedoński piłkarz
- 30 kwietnia:
  - Jelena Leuczanka, białoruska koszykarka
  - Tatjana Hüfner, niemiecka saneczkarka
  - Jewgienij Korotyszkin, rosyjski pływak
  - Sun Lei, chińska lekkoatletka, tyczkarka
  - Yun Mi-jin, południowokoreańska łuczniczka
- 1 maja:
  - Alain Bernard, francuski pływak
  - Krzysztof Aleksander Janczak, polski kompozytor, aranżer, muzykolog
  - Tara Leniston, brytyjska aktorka
  - Elisabeth Pauer, austriacka lekkoatletka, oszczepniczka
  - Fran Vázquez, hiszpański koszykarz
- 2 maja:
  - Derek Boateng, ghański piłkarz
  - Alessandro Diamanti, włoski piłkarz
  - Maynor Figueroa, honduraski piłkarz
  - Dominika Golec, polska siatkarka
  - Tina Maze, słoweńska narciarka alpejska
  - Maja Poljak, chorwacka siatkarka
  - Dorian Szyttenholm, polski koszykarz
  - Michael Thwaite, australijski piłkarz
  - Carlos Adrián Valdez, urugwajski piłkarz
  - Zhang Zhilei, chiński bokser
- 3 maja:
  - Abelyn Broughton, amerykańska wioślarka
  - Romeo Castelen, holenderski piłkarz
  - Myriam Fares, libańska piosenkarka, aktorka
  - Márton Fülöp, węgierski piłkarz (zm. 2015)
  - Alin George Moldoveanu, rumuński strzelec sportowy
  - Bogumiła Raulin, polska miłośniczka wspinaczki wysokogórskiej, szybownictwa
- 4 maja:
  - Bang Gui-man, południowokoreański judoka
  - Raffaella Calloni, włoska siatkarka
  - Nancy Cheekoussen, maurytyjska lekkoatletka, tyczkarka
  - Sanni Grahn-Laasonen, fińska polityk
  - Ane Halsboe-Jørgensen, duńska polityk
  - Trisha Krishnan, indyjska aktorka
  - Julien Malzieu, francuski rugbysta
  - Alberto Regazzoni, szwajcarski piłkarz
  - Michael Rösch, niemiecki biathlonista
  - Neuza Silva, portugalska tenisistka
- 5 maja:
  - Henry Cavill, brytyjski aktor, model, producent filmowy i telewizyjny
  - Mabel Gay, kubańska lekkoatletka, trójskoczkni
- 6 maja:
  - Dani Alves, brazylijski piłkarz
  - Ian Boylan, amerykański koszykarz
  - Doron Perkins, amerykański koszykarz
  - Gagan Narang, indyjski strzelec sportowy
  - Gabourey Sidibe, amerykańska aktorka
  - Marta Wyrzykowska, polska judoczka
- 7 maja – Tomasz Pochwała, polski skoczek narciarski
- 8 maja – Kamila Gasiuk-Pihowicz, polska ekonomistka, prawnik, polityk, posłanka na Sejm RP
- 9 maja:
  - Alan Campbell, brytyjski wioślarz
  - Christos Marangos, cypryjski piłkarz
  - Ryūhei Matsuda, japoński aktor
  - Gilles Müller, luksemburski tenisista
  - Leandro Rinaudo, włoski piłkarz
  - Michael Roark, amerykański aktor
  - Corina Ssuschke-Voigt, niemiecka siatkarka
  - Evelyn Stevens, amerykańska kolarka szosowa
- 11 maja:
  - Jana Romanowa, rosyjska biathlonistka
  - Iwona Sitkowska, polska aktorka
  - Piotr Świderski, polski żużlowiec
  - Holly Valance, australijska aktorka, piosenkarka
- 12 maja:
  - Alicja Bachleda-Curuś, polska aktorka, piosenkarka
  - Adam Bielecki, polski wspinacz
  - Igor De Camargo, belgijski piłkarz
  - Domhnall Gleeson, irlandzki aktor, scenarzysta i reżyser filmowy
  - Mariza Ikonomi, albańska piosenkarka
  - Alina Kabajewa, rosyjska gimnastyczka, polityk
  - Virginie Razzano, francuska tenisistka
  - Katarzyna Senyk(inne języki), polska dziennikarka, prezenterka telewizyjna i radiowa
- 13 maja:
  - Oiana Blanco, hiszpańska judoczka
  - Dominika Chmiel, polska szachistka
  - Choi Young-rae, południowokoreański strzelec sportowy
  - Anita Görbicz, węgierska piłkarka ręczna
  - Kamila Kubas, polska kajakarka
  - Grégory Lemarchal, francuski piosenkarz (zm. 2007)
  - Anna Maria Nilsson, szwedzka biathlonistka
  - Yaya Touré, iworyjski piłkarz
- 14 maja:
  - Anahí, meksykańska aktorka
  - Luis Pedro Figueroa, chilijski piłkarz
  - María Emilia Salerni, argentyńska tenisistka
  - Amber Tamblyn, amerykańska aktorka, poetka
- 16 maja:
  - Nancy Ajram, libańska piosenkarka
  - Krzysztof Brejza, polski prawnik, polityk, poseł na Sejm i senator RP
  - Kevin Vandenbergh, belgijski piłkarz
- 17 maja - Mateusz Małodziński, polski polityk, wicewojewoda małopolski
- 18 maja:
  - Veaceslav Gojan, mołdawski bokser
  - Nadieżda Kuczer, rosyjska śpiewaczka operowa (sopran)
  - Luis Marín Barahona, chilijski piłkarz, bramkarz
  - Kiyofumi Nagai, japoński kolarz torowy
  - Marta Słodnik, polska siatkarka
  - Richard Addinall, południowoafrykański zapaśnik
- 19 maja:
  - Charlotte Becker, niemiecka kolarka szosowa i torowa
  - Alexandra Braun Waldeck, wenezuelska modelka, Miss Earth w 2005 roku
  - Edita Grigelionytė, litewska lekkoatletka, tyczkarka
  - Olli Herman, fiński wokalista, członek zespołu Reckless Love
- 20 maja:
  - Óscar Cardozo, paragwajski piłkarz
  - Anja Huber, niemiecka skeletonistka
  - Arciom Kancawy, białoruski piłkarz
  - Matthew Langridge, brytyjski wioślarz
  - N. T. Rama Rao Jr., indyjski aktor
  - Natalia Sánchez, kolumbijska łuczniczka
- 21 maja:
  - Līga Dekmeijere, łotewska tenisistka
  - Aleksiej Miedwiediew, rosyjski kolarz szosowy i torowy
- 23 maja:
  - Silvio Proto, belgijski piłkarz, bramkarz
  - Heidi Range, brytyjska wokalistka, członkini zespołu Sugababes
- 24 maja:
  - Žydrūnas Karčemarskas, litewski piłkarz, bramkarz
  - Hanna Konarowska, polska aktorka
  - Matthew Lloyd, australijski kolarz szosowy
  - Ricky Mabe, kanadyjski aktor
  - Mosze Ochajon, izraelski piłkarz
  - Viktor Pečovský, słowacki piłkarz
- 25 maja:
  - Daniel Albrecht, szwajcarski narciarz alpejski
  - Kunal Khemu, indyjski aktor
  - Carlos Molina, meksykański bokser
  - Julija Taratynawa, białoruska lekkoatletka, tyczkarka
- 26 maja:
  - Sushil Kumar, indyjski zapaśnik
  - Patrycja Mikszto, polska piłkarka ręczna, bramkarka
  - Rodica Șerban, rumuńska wioślarka
  - Demy de Zeeuw, holenderski piłkarz
- 27 maja:
  - Juryj Cyhałka, białoruski piłkarz
  - Maksim Cyhałka, białoruski piłkarz (zm. 2020)
  - Chamis al-Kaddafi, libijski oficer (zm. 2011)
  - Malina Prześluga, polska pisarka
  - Taryn Thomas, amerykańska aktorka pornograficzna
- 28 maja:
  - Jernej Damjan, słoweński skoczek narciarski
  - Megalyn Echikunwoke, amerykańska aktorka
  - Marco Estrada, chilijski piłkarz
  - Patrycja Mikula, amerykańska fotomodelka pochodzenia polskiego
  - Laura Stainytė, litewska motorowodniaczka
- 29 maja:
  - Andrej Harbunou, białoruski piłkarz
  - Alberto Medina, meksykański piłkarz
  - Jewgienija Polakowa, rosyjska lekkoatletka, sprinterka
  - Piotr Sak, polski prawnik, polityk, poseł na Sejm RP
  - Ałła Ważenina, kazachska sztangistka
- 30 maja:
  - Frantz Bertin, haitański piłkarz
  - Laura Del Colle, argentyńska hokeistka na trawie
  - Coone, belgijski didżej, producent muzyczny, kompozytor
  - Jennifer Ellison, brytyjska aktorka, modelka, piosenkarka
- 31 maja:
  - Dienis Kulasz, rosyjski hokeista
  - Zana Marjanović, bośniacka aktorka
  - Karin Melis Mey, południowoafrykańska lekkoatletka, skoczkini w dal
- 1 czerwca:
  - Sylvia Hoeks, holenderska aktorka
  - Michal Hubník, czeski piłkarz
  - Moustapha Salifou, togijski piłkarz
- 2 czerwca:
  - Julija Snigir´, rosyjska aktorka
  - Fredrik Stenman, szwedzki piłkarz
  - Joanna Szczygielska, polska lekkoatletka, trójskoczkini
  - Mira Topić, chorwacka siatkarka
  - Zjawin, polski raper, producent muzyczny (zm. 2011)
- 3 czerwca:
  - Pasquale Foggia, włoski piłkarz
  - Yasmin Lee, amerykańska aktorka pornograficzna
  - Robert Talarek, polski bokser
- 4 czerwca:
  - Emmanuel Eboué, iworyjski piłkarz
  - Guillermo García-López, hiszpański tenisista
  - Gustav Kral(inne języki), austriacki piłkarz, bramkarz (zm. 2009)
  - Elżbieta Romanowska, polska aktorka
  - Olha Saładucha, ukraińska lekkoatletka, trójskoczkini
- 5 czerwca:
  - Dorota Jamróz, polska piłkarka
  - Elżbieta Międzik, polska koszykarka
  - Amina Okujewa, ukraińska lekarka, wojskowa (zm. 2017)
  - Kirk Snyder, amerykański koszykarz
  - Jarosław Szlachetka, polski polityk, samorządowiec, poseł na Sejm RP, burmistrz Myślenic
- 6 czerwca:
  - Afroditi Kosma, grecka koszykarka
  - Radmiła Bieriesniowa, kazachska siatkarka
  - Marcin Hakiel, polski tancerz
  - Michael Krohn-Dehli, duński piłkarz
  - Gianna Michaels, amerykańska aktorka pornograficzna
  - Tomasz Opałka, polski kompozytor
  - Antonia Prebble, nowozelandzka aktorka
  - Joe Rokocoko, nowozelandzki rugbysta
- 7 czerwca:
  - Yemi Gadri-Nicholson, amerykański koszykarz
  - Milan Jurčina, słowacki hokeista
  - Piotr Małachowski, polski lekkoatleta, dyskobol
  - Swietłana Trunowa, rosyjska skeletonistka
  - Ibrahim Bezghoudi, marokański piłkarz
- 8 czerwca:
  - Kim Clijsters, belgijska tenisistka
  - Łukasz Czepiela, polski pilot akrobata
  - Juliana Fedak, ukraińska tenisistka
  - Pandelis Kapetanos, grecki piłkarz
  - Morten Nordstrand, duński piłkarz
  - Sentino, polsko-niemiecki raper
  - Barbara Wrońska, polska wokalistka, kompozytorka, autorka tekstów
- 9 czerwca:
  - Alektra Blue, amerykańska aktorka pornograficzna
  - Erin Cafaro, amerykańska wioślarka
  - Kiriłł Kniaziew, rosyjski hokeista
  - Włade Łazarewski, macedoński piłkarz
- 10 czerwca:
  - Michał Bryndal, polski perkusista, członek zespołu SOFA
  - Tomasz Makowiecki, polski kompozytor, autor tekstów, gitarzysta, wokalista
  - MakSim, rosyjska piosenkarka
  - Nélson Marcos, portugalski piłkarz
  - Leelee Sobieski, amerykańska aktorka pochodzenia polsko-francuskiego
  - Steve von Bergen, szwajcarski piłkarz
- 11 czerwca:
  - Paweł Baumann, polski kajakarz (zm. 2016)
  - Kamil Bortniczuk, polski samorządowiec, polityk, urzędnik państwowy, poseł na Sejm RP
  - Chuck Hayes, amerykański koszykarz
  - Jekatierina Jurjewa, rosyjska biathlonistka
  - Łukasz Pawłowski, polski wioślarz
  - Anna Maria Żukowska, polska prawniczka, posłanka na Sejm RP
- 12 czerwca:
  - Bryan Habana, południowoafrykański rugbysta
  - Ben Heine, belgijski artysta plastyk, producent muzyczny
  - He Hongmei, chińska judoczka
  - Dimitrios Mastrowasilis, grecki szachista
  - Anja Rubik, polska modelka, projektantka mody, prezenterka telewizyjna
  - Meryem Selloum, francuska zapaśniczka
  - Christine Sinclair, kanadyjska piłkarka
- 14 czerwca:
  - Wolha Ziuźkowa, białoruska koszykarka
  - Şebnem Kimyacıoğlu, turecko-amerykańska koszykarka
- 15 czerwca:
  - Derek Anderson, amerykański futbolista
  - Mads Korneliussen, duński żużlowiec
  - Robert Kostecki, polski hokeista
  - Ines Lutz, niemiecka aktorka
  - Monika Pawłowska, polska polityk, poseł na Sejm RP
- 16 czerwca:
  - Bartłomiej Jaszka, polski piłkarz ręczny
  - Paweł Tomaszewski, polski aktor
- 17 czerwca:
  - Lee Ryan, brytyjski piosenkarz
  - Michael Hicks, amerykański koszykarz, posiadający także polskie obywatelstwo
- 18 czerwca – Anna Kukawska, polska konferansjerka, prezenterka telewizyjna, piosenkarka i aktorka
- 19 czerwca:
  - Yūsuke Aoki, japoński rugbysta
  - Macklemore, amerykański raper
  - Tatjana Mihhailova-Saar, estońska piosenkarka, aktorka musicalowa
  - Milan Petržela, czeski piłkarz
  - Mark Selby, angielski snookerzysta
  - Aidan Turner, irlandzki aktor
- 20 czerwca:
  - Marta Budzyńska, polska dziennikarka i prezenterka telewizyjna
  - Deonise Cavaleiro, brazylijska piłkarka ręczna
  - Josh Childress, amerykański koszykarz
  - Leroy Dixon, amerykański lekkoatleta, sprinter
  - Ignatiy Nesterov, uzbecki piłkarz, bramkarz
  - Vilmos Vanczák, węgierski piłkarz
  - Zhao Peng, chiński piłkarz
- 21 czerwca:
  - Tomasz Jakubiak, polski kucharz, osobowość telewizyjna (zm. 2025)
  - Arif Mehmood, pakistański piłkarz
  - Marta Nieradkiewicz, polska aktorka
  - Ronnie Price, amerykański koszykarz
  - Bjørn Helge Riise, norweski piłkarz
  - Edward Snowden, amerykański demaskator, były pracownik CIA
  - Ołeksandr Uszkałow, ukraiński poeta, prozaik, dramatopisarz, tłumacz
- 22 czerwca:
  - Zuzanna Grabowska, polska aktorka
  - Adrian Pukanycz, ukraiński piłkarz
  - Sally Nicholls, pisarka
  - Christine Sponring, austriacka narciarka alpejska
- 25 czerwca:
  - Cleo, polska piosenkarka, autorka tekstów
  - Daniele Gastaldello, włoski piłkarz
  - Marc Janko, austriacki piłkarz
  - Lubow Szutowa, rosyjska szpadzistka
- 26 czerwca:
  - Antoni Łukasiewicz, polski piłkarz
  - Edyta Rzenno, polska siatkarka
- 27 czerwca:
  - Ibrahim Al-Ghanim, katarski piłkarz
  - Alsou, rosyjska piosenkarka pochodzenia tatarskiego
  - Kristin Karu, estońska lekkoatletka, tyczkarka
  - Anna Nentwig, polska lekkoatletka, sprinterka
  - Evan Taubenfeld, amerykański gitarzysta, wokalista
- 28 czerwca – Jörg Ritzerfeld, niemiecki skoczek narciarski
- 29 czerwca:
  - Pedro Cabral, portugalski rugbysta
  - Oana Paola Nistor, rumuńska wokalistka, członkini zespołu Activ
  - Paweł Woicki, polski siatkarz
- 30 czerwca:
  - Cheryl Cole, brytyjska wokalistka, członkini zespołu Girls Aloud
  - Katarzyna Skowrońska-Dolata, polska siatkarka
  - Patrick Wolf, brytyjski wokalista, skrzypek, multiinstrumentalista
- 1 lipca:
  - Regina Burchardt, niemiecka siatkarka
  - Marit Larsen, norweska piosenkarka, autorka tekstów
  - Leeteuk, południowokoreański piosenkarz, autor tekstów, aktor, tancerz, prezenter radiowy i telewizyjny
  - Sheilla Tavares de Castro, brazylijska siatkarka
  - Yoshie Ueno, japońska judoczka
- 2 lipca:
  - Michelle Branch, amerykańska piosenkarka
  - Jean-Baptiste Macquet, francuski wioślarz
  - Alicja Dąbrowska, polska aktorka
  - Johanna Rasmussen, duńska piłkarka
  - Tymoteusz Tabor, polski skoczek spadochronowy
- 3 lipca:
  - Ana-Cristina Calotescu, rumuńska szachistka
  - Dorota Masłowska, polska pisarka
  - Mai Yamaguchi, japońska siatkarka
- 4 lipca:
  - Agnieszka Dulej, polska łyżwiarka figurowa
  - Patryk Noworyta, polski hokeista
  - Miguel Pinto, chilijski piłkarz, bramkarz pochodzenia hiszpańskiego
  - Anja Spasojević, serbska siatkarka
  - Milena Wójtowicz, polska pisarka science fiction, tłumaczka
- 5 lipca:
  - Jonás Gutiérrez, argentyński piłkarz
  - Aleksandr Legkow, rosyjski biegacz narciarski
  - Anne Müller, niemiecka piłkarka ręczna
  - Taavi Peetre, estoński lekkoatleta, kulomiot (zm. 2010)
  - Jelena Radinovič-Vasič, serbska lekkoatletka, tyczkarka
  - Zheng Jie, chińska tenisistka
- 6 lipca:
  - Elis Guri, bułgarski zapaśnik pochodzenia albańskiego
  - David Price, brytyjski bokser
  - Elżbieta Skowrońska, polska siatkarka
  - Gregory Smith, kanadyjski bokser
  - Andrij Małysz, ukraiński koszykarz
- 7 lipca:
  - Stanisław Doniec, rosyjski pływak
  - Krzysztof Lijewski, polski piłkarz ręczny
  - Francesca Marcon, włoska siatkarka
  - Jakob Poulsen, duński piłkarz
  - Maciej Tubis, polski pianista jazzowy
  - Jakub Wawrzyniak, polski piłkarz
- 8 lipca:
  - Jon Jönsson, szwedzki piłkarz
  - Éric Matoukou, kameruński piłkarz
  - Antonio Mirante, włoski piłkarz, bramkarz
  - Yoselin Rojas, wenezuelska zapaśniczka
  - Ramazan Şahin, turecki zapaśnik
- 9 lipca:
  - Marco Dapper, amerykański aktor, model
  - Lucia Micarelli, amerykańska skrzypaczka
  - Aleksandra Paluch, polska piłkarka ręczna
  - Chie Yoshizawa, japońska siatkarka
- 10 lipca:
  - Jelena Jemieljanowa, rosyjska siatkarka
  - Martyna Koc, polska koszykarka
  - Ana Maria Pavăl, rumuńska zapaśniczka
  - Julija Wakułenko, ukraińska tenisistka
- 11 lipca:
  - Peter Cincotti, amerykański wokalista i pianista jazzowy
  - Marie Serneholt, szwedzka wokalistka, członkini zespołu A*Teens
  - Rafał Śliż, polski skoczek narciarski
- 12 lipca:
  - Yarelis Barrios, kubańska lekkoatletka, dyskobolka
  - Daniel Chmielewski, polski autor komiksów
  - Libania Grenot, włoska lekkoatletka, sprinterka pochodzenia kubańskiego
  - David Muntaner, hiszpański kolarz torowy i szosowy
  - Andrae Williams, bahamski lekkoatleta, sprinter
- 13 lipca:
  - Tomasz Lach, polski wokalista, członek zespołu Afromental
  - Liu Xiang, chiński lekkoatleta, płotkarz
  - Carmen Villalobos, kolumbijska aktorka
- 14 lipca:
  - Igor Andriejew, rosyjski tenisista
  - Olga Fiodorowa, rosyjska lekkoatleka, sprinterka
  - Bridgitte Hartley, południowoafrykańska kajakarka
  - Jeff Isaacson, amerykański curler
- 15 lipca:
  - Olga Graf, rosyjska łyżwiarka szybka
  - Heath Slater, amerykański wrestler, aktor
- 16 lipca:
  - Irene Jansen, holenderska piosenkarka
  - Duncan Keith, kanadyjski hokeista
  - Annie Lööf, szwedzka polityk
  - Patryk Rombel, polski piłkarz ręczny, trener
  - Zhang Xiangxiang, chiński sztangista
- 17 lipca:
  - Steve Delabar, amerykański baseballista
  - Marcin Dziuba, polski szachista
  - Christian Grindheim, norweski piłkarz
  - Sarah Jones, amerykańska aktorka
  - Adam Lind, amerykański baseballista
  - Marcos Maidana, argentyński bokser
- 19 lipca – Robert Skibniewski, polski koszykarz
- 21 lipca:
  - Johnny Acosta, kostarykański piłkarz
  - Ronald Burrell, amerykański koszykarz
  - Milan Jovanović, czarnogórski piłkarz
  - Eivør Pálsdóttir, farerska piosenkarka, autorka tekstów, kompozytorka
- 22 lipca:
  - Magdalena Rzeźnik, polska koszykarka
  - Nadine Alphonse, kanadyjska siatkarka
  - Juliana Felisberta, brazylijska siatkarka plażowa
  - Therese Islas Helgesson, szwedzka piłkarka ręczna
  - Aldo de Nigris, meksykański piłkarz
  - Arsenie Todiraș, mołdawski piosenkarz
  - Sharni Vinson, australijska modelka, aktorka
- 23 lipca:
  - Rebecca Hewitt, australijska aktorka
  - Aaron Peirsol, amerykański pływak
  - Antonio Hudson, amerykański koszykarz
  - Bastian Kaltenböck, austriacki skoczek narciarski
- 24 lipca – Asami Mizukawa, japońska aktorka
- 25 lipca:
  - Tony Weeden, amerykański koszykarz
  - Olga Żytowa, rosyjska siatkarka
- 26 lipca:
  - Naomi van As, holenderska hokeistka na trawie
  - Kelly Clark, amerykańska snowboardzistka
  - Julia Hütter, niemiecka lekkoatletka, tyczkarka
  - Ken Wallace, australijski kajakarz
  - Delonte West, amerykański koszykarz
  - Zara, rosyjska piosenkarka
- 27 lipca
  - Seema Antil, hinduska lekkoatletka, dyskobolka
  - Joanna Gryga, polska aktorka
  - Wacław Zimpel, polski klarnecista
- 28 lipca:
  - Przemysław Czerwiński, polski lekkoatleta, tyczkarz
  - Kamil Piechucki, polski koszykarz, trener
  - Maryna Pryszczepa, ukraińska judoczka
  - Vladimir Stojković, serbski piłkarz, bramkarz
- 29 lipca:
  - Aleksiej Kajgorodow, rosyjski hokeista
  - Ogonna Nnamani, amerykańska siatkarka pochodzenia nigeryjskiego
- 31 lipca:
  - Małgorzata Flejszar, polska lekkoatletka, sprinterka
  - Michał Koniuch, polski przedsiębiorca, polityk, wicewojewoda kujawsko-pomorski
  - William N’Gounou, nigerski piłkarz
- 1 sierpnia:
  - Yasemin Horasan, turecka koszykarka
  - Julien Faubert, francuski piłkarz
  - Katarzyna Kuźniak, polska szablistka
  - Natalia Siwiec, polska modelka, celebrytka
- 2 sierpnia:
  - Michel Bastos, brazylijski piłkarz
  - Guo Xinxin, chińska narciarka dowolna
  - Amílcar Henríquez, panamski piłkarz (zm. 2017)
  - Piotr Madejski, polski piłkarz
  - Huston Street, amerykański baseballista
- 3 sierpnia:
  - Giorgia Bronzini, włoska kolarka szosowa i torowa
  - Tord Asle Gjerdalen, norweski biegacz narciarski
  - Drago Vuković, chorwacki piłkarz ręczny
  - Francisco Zuela, angolski piłkarz
- 4 sierpnia:
  - Greta Gerwig, amerykańska aktorka
  - Nauman Karim, pakistański bokser
  - Mariusz Wlazły, polski siatkarz
- 5 sierpnia:
  - Regina Dukai, węgierska modelka, piosenkarka
  - Magdalena Jarecka, polska zawodniczka karate
  - Anca Măroiu, rumuńska szpadzistka
  - Annika Mehlhorn, niemiecka pływaczka
  - Alexandra Stoian, rumuńska biathlonistka
  - Yun Jin-seo, południowokoreańska aktorka
- 6 sierpnia:
  - Viktorija Čmilytė-Nielsen, litewska szachistka, polityk, przewodnicząca Sejmu
  - Karolina Rudzińska, polska prawnik, wiceminister
  - Robin van Persie, holenderski piłkarz
- 7 sierpnia
  - Pauline Jacquin, francuska biathlonistka
  - Albina Łoginowa, rosyjska łuczniczka
- 8 sierpnia:
  - Ivana Đerisilo, serbska siatkarka
  - Marta Mika, polska piłkarka
  - Fausto Pinto, meksykański piłkarz
- 9 sierpnia:
  - Jewgienija Łamonowa, rosyjska florecistka
  - Adam Simac, kanadyjski siatkarz
- 10 sierpnia:
  - Héctor Faubel, hiszpański motocyklista wyścigowy
  - Aleksandr Pierieżogin, rosyjski hokeista pochodzenia kazachskiego
  - Spencer Redford, amerykańska aktorka
  - Takako Saitō, japońska zapaśniczka
  - Regan Scott, amerykańska siatkarka
  - Rebecca Scown, nowozelandzka wioślarka
- 11 sierpnia:
  - Amaranta Fernández, hiszpańska siatkarka
  - Chris Hemsworth, australijski aktor
  - Jurij Krymarenko, ukraiński lekkoatleta, skoczek wzwyż
  - Ren Hui, chińska łyżwiarka szybka
- 12 sierpnia:
  - Anete Jēkabsone, łotewska koszykarka
  - Meryem Uzerli, niemiecka aktorka tureckiego pochodzenia
  - Jakub Żulczyk, polski pisarz, scenarzysta, dziennikarz
- 13 sierpnia – Thomas Schwall, amerykański skoczek narciarski
- 14 sierpnia:
  - Elena Baltacha, brytyjska tenisistka pochodzenia ukraińskiego (zm. 2014)
  - Mila Kunis, amerykańska aktorka pochodzenia ukraińskiego
  - Lu Yen-hsun, tajwański tenisista
  - Heiko Westermann, niemiecki piłkarz
- 15 sierpnia:
  - Gwladys Épangue, francuska taekwondzistka
  - Park Hye-won, południowokoreańska łyżwiarka szybka, specjalistka short tracku
  - Timati, rosyjski raper, piosenkarz, aktor
- 16 sierpnia:
  - Artur Donigiewicz, polski koszykarz
  - Krystyna Guzik, polska biathlonistka
  - Dante López, paragwajski piłkarz pochodzenia hiszpańskiego
  - Céline Roscheck, austriacka modelka
  - Nikos Zisis, grecki koszykarz
- 17 sierpnia:
  - Aleksandra Fila, polska lekkoatletka, trójskoczkini
  - Tom Ford, angielski snookrzysta
  - Thomas Koch, austriacki hokeista
  - Daniel Köllerer, austriacki tenisista
  - Dustin Pedroia, amerykański baseballista pochodzenia włoskiego
- 18 sierpnia:
  - Georgina Bardach, argentyńska pływaczka
  - Kris Boyd, szkocki piłkarz
  - Sarah Hammer, amerykańska kolarka szosowa i torowa
  - Laurien Hoos, holenderska lekkoatletka, wieloboistka
  - Mika, libański piosenkarz
- 19 sierpnia:
  - Andrea Giovi, włoski siatkarz
  - Missy Higgins, australijska piosenkarka, aktorka
  - Reeva Steenkamp, południowoafrykańska modelka, aktorka (zm. 2013)
  - Tammin Sursok, australijska aktorka, piosenkarka
  - Bejbut Szumenow, kazachski bokser
- 20 sierpnia:
  - Andrew Garfield, amerykańsko-brytyjski aktor
  - Jelena Polonowa, rosyjska piłkarka ręczna
  - Claudine Schaul, luksemburska tenisistka
  - Jurij Żyrkow, rosyjski piłkarz
- 21 sierpnia:
  - Megan Kalmoe, amerykańska wioślarka
  - Scott McDonald, australijski piłkarz
  - Łukasz Romanek, polski żużlowiec (zm. 2006)
- 22 sierpnia – Michał Ruciak, polski siatkarz
- 23 sierpnia:
  - James Collins, walijski piłkarz
  - Fu Haifeng, chiński badmintonista
  - Kaisa Jokinen, fińska siatkarka
  - Claudia Malzahn, niemiecka judoczka
  - Marianne Steinbrecher, brazylijska siatkarka
  - Sun Mingming, chiński koszykarz
- 24 sierpnia – Martha Higareda, meksykańska aktorka, scenarzystka, producentka
- 25 sierpnia
  - Anna Miszczenko, ukraińska lekkoatletka, biegaczka
  - Szymon Ruman, polski prawnik, podsekretarz stanu w Ministerstwie Cyfryzacji
- 26 sierpnia:
  - Irena Blicharz, polska judoczka
  - Laurent Cadot, francuski wioślarz
  - Mattia Cassani, włoski piłkarz
  - Felipe Melo, brazylijski piłkarz
  - Magnus Moan, norweski kombinator norweski
- 27 sierpnia:
  - Dżamała, ukraińska piosenkarka
  - Alex da Kid, brytyjski producent muzyczny
  - Ed McKeever, brytyjski kajakarz
  - Fredrik Petersen, szwedzki piłkarz ręczny
  - Felice Piccolo, włoski piłkarz
- 28 sierpnia:
  - Julieta Bukuwala, grecka judoczka
  - Melania Gabbiadini, włoska piłkarka
  - Alfonso Herrera, meksykański aktor, piosenkarz
  - Lilli Schwarzkopf, niemiecka lekkoatletka, wieloboistka
- 30 sierpnia:
  - Marta Malec-Lech, polska polityk, działaczka samorządowa, członek zarządu województwa małopolskiego
  - Mehdi Mostefa, algierski piłkarz
  - Simone Pepe, włoski piłkarz
  - Ramona Rey, polska piosenkarka
  - Succès Masra, czadyjski polityk
- 31 sierpnia:
  - Milan Biševac, serbski piłkarz
  - Elizabeth Borowsky, amerykańska pianistka pochodzenia polskiego
  - Alina Cantea, rumuńska lekkoatletka, tyczkarka
  - Roddy Darragon, francuski biegacz narciarski
  - Lasse Svan Hansen, duński piłkarz ręczny
  - Ossi Louhivaara, fiński hokeista
- 1 września:
  - Iñaki Lejarreta, hiszpański kolarz górski i szosowy (zm. 2012)
  - Tiana Lynn, amerykańska aktorka pornograficzna
  - Iva Perovanović, czarnogórska koszykarka
  - Natalia Przybysz, polska piosenkarka, autorka tekstów
  - José Antonio Reyes, hiszpański piłkarz (zm. 2019)
  - Riccardo Riccò, włoski kolarz szosowy
  - Juska Savolainen, fiński piłkarz
  - Kirił Terzijew, bułgarski zapaśnik
  - Yang Xiuli, chińska judoczka
  - Tedros Teclebrhan, niemiecko-erytrejski aktor i komik
- 2 września:
  - Zhanna Barrer, izraelska lekkoatletka, tyczkarka
  - Esteban Batista, urugwajski koszykarz
  - Roberto Urbina, kolumbijski aktor
  - Radosław Welikow, bułgarski zapaśnik
- 3 września:
  - Ivana Abramović, chorwacka tenisistka
  - Roman Amojan, ormiański zapaśnik
  - Małgorzata Gapska, polska piłkarka ręczna, bramkarka
  - Alexander Klaws, niemiecki piosenkarz
- 4 września:
  - Jana Horáková, czeska kolarka górska i BMX
  - Leobardo López, meksykański piłkarz
  - Margit Rüütel, estońska tenisistka
  - Bartosz Sarzało, polski koszykarz
  - Armands Šķēle, łotewski koszykarz
- 5 września:
  - Mohamed Seif Elnasr, egipski siatkarz
  - Pablo Granoche, urugwajski piłkarz
  - Priscilla Meirelles de Almeida, brazylijska laureatka konkursów piękności
- 6 września:
  - Aoife Hoey, irlandzka bobsleistka i lekkoatletka
  - Alina Ilie, rumuńska siatkarka
- 7 września – Piri Weepu, nowozelandzki rugbysta
- 8 września:
  - Diego Benaglio, szwajcarski piłkarz, bramkarz
  - Peter Kauzer, słoweński kajakarz górski
  - Anna Kras, polska judoczka
  - Ņikita Ņikiforovs, łotewski politolog, samorządowiec, polityk pochodzenia rosyjskiego
- 9 września:
  - Zoe Kazan, amerykańska aktorka
  - Rory Rawlyk, kanadyjski hokeista pochodzenia polskiego
- 11 września:
  - Đorđe Mićić, serbski koszykarz
  - Vivian Cheruiyot, kenijska lekkoatletka, biegaczka długodystansowa
  - Ike Diogu, nigeryjski koszykarz
  - Jacoby Ellsbury, amerykański baseballista
  - Laura Ferrara, włoska polityk
  - Sophie Løhde, duńska polityk
  - Ivana Matović, serbska koszykarka
  - Lauryn Williams, amerykańska lekkoatletka, sprinterka, bobsleistka
- 12 września:
  - Przemysław Czarnecki, polski polityk, poseł na Sejm RP
  - Júnior Díaz, kostarykański piłkarz
  - Marcin Koniusz, polski szablista
  - Magdalena Mazurek, polska siatkarka
  - Dulce Téllez, kubańska siatkarka
- 13 września – Ana Batinić, serbska piłkarka ręczna
- 14 września – Amy Winehouse, angielska piosenkarka (zm. 2011)
- 15 września:
  - Zoë Brown, brytyjska lekkoatletka, tyczkarka
  - KęKę, polski raper
  - Keith Langford, amerykański koszykarz
  - Ashleigh McIvor, kanadyjska narciarka dowolna
  - Ann Grete Osterballe-Nørgaard, duńska piłkarka ręczna
  - Tomáš Sivok, czeski piłkarz
  - Desma Stovall, amerykańska siatkarka
- 16 września
  - Katerine Avgoustakis, belgijska piosenkarka
  - Allison Newham, australijska judoczka
  - Jason Smith, amerykański curler
  - Sasha Son, litewski piosenkarz
- 17 września:
  - Maria Bińczyk, polska łyżwiarka figurowa
  - Juan Díaz, amerykański bokser pochodzenia meksykańskiego
  - Alexandra Louis, francuska polityk
  - Maryna Tumas, białoruska siatkarka
- 18 września:
  - Kevin Doyle, irlandzki piłkarz
  - Naomi Folkard, amerykańska łuczniczka
  - Leah Metcalf, amerykańska koszykarka
  - Jason Smith, amerykański curler
  - Swietłana Szimkowa, rosyjska sztangistka
- 19 września:
  - Christopher Gallegos, amerykański wokalista, członek zespołu US5
  - Eamon, amerykański piosenkarz, autor tekstów
  - Jussiê, brazylijski piłkarz
  - Carl Landry, amerykański koszykarz
  - Justyna Oleksy, polska lekkoatletka, sprinterka
  - Henrietta Paxton, brytyjska lekkoatletka, tyczkarka
  - Joni Pitkänen, fiński hokeista
  - Kamil Sułek, polski judoka
  - Ivica Vrdoljak, chorwacki piłkarz
- 20 września:
  - Jessica Alonso, hiszpańska piłkarka ręczna
  - Anita Bulath, węgierska piłkarka ręczna
  - Hiroko Hakuta, japońska siatkarka
  - Sancho Lyttle, hiszpańska koszykarka
  - Clara Sanchez, francuska kolarka torowa
  - Gabriela Tomašeková, słowacka siatkarka
  - Jonathan Walters, irlandzki piłkarz
- 21 września:
  - Fernando Cavenaghi, argentyński piłkarz
  - Scott Evans, amerykański aktor
  - Maggie Grace, amerykańska aktorka
  - Joseph Mazzello, amerykański aktor
  - Anna Meares, australijska kolarka torowa
  - Tori Polk, amerykańska lekkoatletka, skoczkini w dal
- 22 września – Aleksandra Szczudło, polska działaczka samorządowa, posłanka na Sejm RP
- 23 września:
  - Anna Cyzon, polsko-kanadyjska piosenkarka
  - Emma Johansson, szwedzka kolarka szosowa
  - Joffrey Lupul, kanadyjski hokeista pochodzenia ukraińskiego
  - Marcelo Melo, brazylijski tenisista
- 24 września:
  - Zane Tamane, łotewska koszykarka
  - Lyndon Ferns, południowoafrykański pływak
  - Liam Finn, nowozelandzki gitarzysta, wokalista, lider zespołu Betchadupa(inne języki)
  - Randy Foye, amerykański koszykarz
  - Radosław Glonek, polski florecista
  - Barbara Sachmacińska, polska sztangistka
- 25 września:
  - Marcin Burkhardt, polski piłkarz
  - Daniel Fernandes, portugalski piłkarz, bramkarz
  - Joanna Paprocka, polska taekwondzistka
  - Dániel Varga, węgierski piłkarz wodny
- 26 września – Ricardo Quaresma, portugalski piłkarz
- 27 września:
  - Germán Alemanno, meksykański piłkarz
  - Jay Bouwmeester, kanadyjski hokeista
  - Daria Kasperska, polska piłkarka
  - Kamil Zieliński, polski ekonomista, polityk, wicewojewoda dolnośląski
- 28 września:
  - Richard Henyekane, południowoafrykański piłkarz (zm. 2015)
  - Michael Kraus, niemiecki piłkarz ręczny
  - Michał Winiarski, polski siatkarz
  - Sarah Wright, amerykańska aktorka
- 29 września:
  - Anna Ksok, polska lekkoatletka, skoczkini wzwyż
  - Piotr Stawarczyk, polski piłkarz
- 30 września:
  - Earl Calloway, amerykańsko-bułgarski koszykarz
  - Carmen Elise Espenæs, norweska wokalistka, członkini zespołu Midnattsol
  - Christopher Greatwich, filipiński piłkarz
  - Aleksandr Kasjanow, rosyjski bobsleista
  - Justin Lester, amerykański zapaśnik
  - Reiko Shiota, japońska badmintonistka
- 1 października:
  - Maureen Calvo, kostarykańska lekkoatletka, tyczkarka
  - Marina Katić, chorwacka siatkarka
  - Hao Shuai, chiński tenisista stołowy
  - Benjamin Rondeau, francuski wioślarz
  - Eric Shanteau, amerykański pływak
  - Krzysztof Skonieczny, polski aktor, scenarzysta, reżyser filmowy i teatralny
  - Bas Verwijlen, holenderski szpadzista
  - Mirko Vučinić, czarnogórski piłkarz
  - Abdelhaq Ait Laarif, marokański piłkarz
  - Ibrahim Largou, marokański piłkarz
- 2 października:
  - Cara Gee, kanadyjska aktorka
  - Paweł Sasin, polski piłkarz
- 3 października:
  - Tyler Christopher, kanadyjski lekkoatleta, sprinter
  - Fred, brazylijski piłkarz
  - Gábor Hatos, węgierski zapaśnik
  - Meghan Heffern, kanadyjska aktorka
  - Yvonne Meusburger, austriacka tenisistka
- 4 października:
  - Michael Barrantes, kostarykański piłkarz
  - Gogita Gogua, gruziński piłkarz
  - Anna Kamińska, polska kolarka
  - Fernando López Miras, hiszpański polityk, prezydent Murcji
  - Kurt Suzuki, amerykański baseballista pochodzenia japońskiego
- 5 października:
  - Jesse Eisenberg, amerykański aktor pochodzenia żydowskiego
  - Nicky Hilton, amerykańska modelka, projektantka mody
  - Jádson, brazylijski piłkarz
  - Wojciech Janus, polski basista, członek zespołu Blaze of Perdition (zm. 2013)
  - Florian Mayer, niemiecki tenisista
  - Juan Manuel Vargas, peruwiański piłkarz
- 6 października:
  - Łukasz Janyst, polski piłkarz ręczny
  - David Limberský, czeski piłkarz
  - Renata Voráčová, czeska tenisistka
- 7 października:
  - Lechosław Jocz, polski językoznawca
  - Flying Lotus, amerykański producent muzyczny
  - Joanne Morgan, brytyjska siatkarka
  - Maksim Trańkow, rosyjski łyżwiarz figurowy
  - Agnieszka Trzeszczak, polska perkusistka
  - Alexandra White, południowoafrykańska wioślarka
  - Katarzyna Zakolska, polska judoczka
  - Merouane Zemmama, marokański piłkarz
- 8 października:
  - Travis Pastrana, amerykański motocyklista FMX, kierowca rajdowy i wyścigowy
  - Daimí Ramírez Echevarría, kubańska siatkarka
  - Dmytro Razumkow, ukraiński polityk, przewodniczący Rady Najwyższej Ukrainy
  - Jochen Schöps, niemiecki siatkarz
- 9 października:
  - Gethin Anthony, brytyjski aktor
  - Stephen Gionta, amerykański hokeista
  - Daniel Górak, polski tenisista stołowy
  - Andreea Imre, rumuńska lekkoatletka, tyczkarka
  - Jang Mi-ran, południowokoreańska sztangistka
  - Tatjana Łysienko, rosyjska lekkoatletka, młociarka
  - Fundo Mhura, szkocki piłkarz pochodzenia malawijskiego
- 10 października:
  - Juan Pedro Gutiérrez, argentyński koszykarz
  - Lzzy Hale, amerykańska wokalistka i gitarzystka rockowa
  - Kevinn Pinkney, amerykański koszykarz
  - Tolga Zengin, turecki piłkarz, bramkarz
- 11 października:
  - Ricardo Córdoba, panamski bokser
  - Petr Dvořák, czeski hokeista
  - Dienis Griebieszkow, rosyjski hokeista
  - Bradley James, brytyjski aktor
  - Ľubomíra Kurhajcová, słowacka tenisistka
  - Rusłan Ponomariow, ukraiński szachista
  - Andressa Urach, brazylijska modelka
- 13 października:
  - Gonzalo García García, hiszpański piłkarz pochodzenia urugwajskiego
  - Kim Min-Jae, południowokoreański sztangista
  - Alicja Pawlak, polska piłkarka
- 14 października:
  - Betty Heidler, niemiecka lekkoatletka, młociarka
  - Lin Dan, chiński badmintonista
  - Vanessa Lane, amerykańska aktorka pornograficzna
  - Karsten Lauritzen, duński polityk
  - Richard Mateelong, kenijski lekkoatleta, długodystansowiec
  - David Oakes, brytyjski aktor
- 16 października:
  - Philipp Kohlschreiber, niemiecki tenisista
  - Loreen, szwedzka piosenkarka, kompozytorka, autorka tekstów pochodzenia marokańsko-berberyjskiego
  - Ramaz Nozadze, gruziński zapaśnik
  - Maciej Wróbel, polski dziennikarz, samorządowiec, poseł na Sejm RP, sekretarz stanu
- 17 października:
  - Felicity Jones, brytyjska aktorka
  - Daniel Kajmakoski, macedoński piosenkarz
  - Fabrice Lapierre, maurytyjski lekkoatleta, skoczek w dal
  - Iwan Sajenko, rosyjski piłkarz
- 18 października:
  - Dante Bonfim Costa, brazylijski piłkarz
  - Émilie Gomis, francuska koszykarka pochodzenia senegalskiego
  - Chris Jespersen, norweski biegacz narciarski
  - Aiko Satō, japońska judoczka
- 19 października:
  - Rebecca Ferguson, szwedzka aktorka
  - Władimir Gabułow, rosyjski piłkarz, bramkarz
  - Christin Muche, niemiecka kolarka torowa
  - Brenton Rickard, australijski pływak
  - Jorge Valdivia, chilijski piłkarz pochodzenia wenezuelskiego
- 20 października:
  - Julija Bejhelzimer, ukraińska tenisistka
  - Flavio Cipolla, włoski tenisista
  - Sheree Francis, jamajska lekkoatletka, skoczkini wzwyż
  - Stephan Hocke, niemiecki skoczek narciarski
  - Luis Saritama, ekwadorski piłkarz
  - Alona Tal, amerykańska aktorka
- 21 października:
  - Hrvoje Ćustić, chorwacki piłkarz (zm. 2008)
  - Zack Greinke, amerykański baseballista
  - Brent Hayden, kanadyjski pływak
  - Courtney Sims, amerykański koszykarz
  - Ninet Tayeb, izraelska piosenkarka
  - Aaron Tveit, amerykański aktor
  - Shelden Williams, amerykański koszykarz
- 22 października – Antoni Pawlicki, polski aktor
- 24 października:
  - Rareș Dumitrescu, rumuński szablista
  - Adrienne Houghton, amerykańska aktorka, piosenkarka
  - Katie McGrath, irlandzka modelka, aktorka
  - Karolina Semeniuk-Olchawa, polska piłkarka ręczna
- 25 października:
  - Ljubka Genowa, bułgarska szachistka
  - Marien Moreau, francuski siatkarz
- 27 października:
  - Marko Dević, ukraiński piłkarz pochodzenia serbskiego
  - Vesna Jovanović, serbska siatkarka
- 28 października – Jarrett Jack, amerykański koszykarz
- 29 października:
  - Dillon Casey, amerykańsko-kanadyjski aktor, scenarzysta i producent filmowy
  - Jakub Dłoniak, polski koszykarz
  - Freddy Eastwood, walijski piłkarz
  - Malik Fathi, niemiecki piłkarz pochodzenia tureckiego
  - Jérémy Mathieu, francuski piłkarz
  - Nurcan Taylan, turecka sztangistka
- 30 października:
  - Chelsea Cooley, amerykańska aktorka, zdobywczyni tytułu Miss USA
  - Iain Hume, kanadyjski piłkarz pochodzenia szkockiego
  - Anna Marczuk-Paszkiewicz, polska sztangistka (zm. 2017)
- 31 października:
  - Syrine Balti, tunezyjska lekkoatletka, tyczkarka
  - Neyssa Étienne, haitańska tenisistka
  - Bevan Fransman, południowoafrykański piłkarz
  - Aleksiej Jakimienko, rosyjski szablista
- 1 listopada:
  - Jermaine Bucknor, kanadyjski koszykarz
  - Michał Plaskiewicz, polski hokeista, bramkarz
  - Václav Svěrkoš, czeski piłkarz
  - Jelena Tomašević, serbska piosenkarka
- 2 listopada:
  - Elnur Allahverdiyev, azerski piłkarz
  - Yowlys Bonne, kubański zapaśnik
  - Andreas Bourani, niemiecki piosenkarz, autor tekstów
  - Siergiej Grigorjanc, rosyjski szachista
  - Sophie Milliet, francuska szachistka
  - Darren Young, amerykański wrestler
- 3 listopada:
  - Marvin Chávez, honduraski piłkarz
  - Cho Yong-hyung, południowokoreański piłkarz
  - Randi Miller, amerykańska zapaśniczka
  - Piotr Sobociński jr., polski operator filmowy
- 4 listopada:
  - Ibrahim Ałdatow, ukraiński zapaśnik
  - Jiří Bílek, czeski piłkarz
  - Melanie Kok, kanadyjska wioślarka
  - Joanna Piwowarska, polska lekkoatletka, tyczkarka
- 5 listopada
  - Alexa Chung, brytyjska prezenterka telewizyjna i modelka
  - Andrew Hayden-Smith, angielski aktor
- 6 listopada:
  - Bao Yingying, chińska szablistka
  - Alicja Bednarek, polska koszykarka
  - Nicole Hosp, austriacka narciarka alpejska
  - Amira bint Ajdan ibn Najif at-Tawil, księżna saudyjska
- 8 listopada:
  - Karolina Chlewińska, polska florecistka
  - Justyna Mospinek, polska łuczniczka
  - Pawieł Pogriebniak, rosyjski piłkarz
  - Chris Rankin, brytyjski aktor
  - Anna Maria Staśkiewicz, polska skrzypaczka
  - Sandra Sysojeva, litewska amazonka, reprezentantka Polski
  - Blanka Vlašić, chorwacka lekkoatletka, skoczkini wzwyż
- 9 listopada – Maja Włoszczowska, polska kolarka górska
- 10 listopada:
  - Giorgi Cimakuridze, gruziński piłkarz
  - Ole Christen Enger, norweski skoczek narciarski
- 11 listopada:
  - Jacek Szafranowicz(inne języki), polski pisarz i publicysta
  - Leon Benko, chorwacki piłkarz
  - Anikó Kapros, węgierska tenisistka
  - Ana Kobal, słoweńska narciarka alpejska
  - Arouna Koné, iworyjski piłkarz
  - Philipp Lahm, niemiecki piłkarz
  - Candy Manson, amerykańska aktorka pornograficzna
- 12 listopada:
  - Ludmiła Anarbajewa, kazachska siatkarka
  - Kate Bell, australijska aktorka
  - Carlton Cole, angielski piłkarz pochodzenia nigeryjsko-sierraleońskirgo
  - Willis Forko, liberyjski piłkarz (zm. 2021)
  - Michał Kwiatkowski, polski piosenkarz
  - Lê Thị Phương, wietnamska lekkoatletka, tyczkarka
  - Jasmaniah Osman, malezyjska lekkoatletka, tyczkarka
  - Melinda Vincze, węgierska piłkarka ręczna
- 14 listopada:
  - Kevon Carter, trynidadzki piłkarz (zm. 2014)
  - Alejandro Falla, kolumbijski tenisista
  - Adriana Nechita-Olteanu, rumuńska piłkarka ręczna
- 15 listopada:
  - Natalie Augsburg, niemiecka piłkarka ręczna
  - John Heitinga, holenderski piłkarz
  - Veli-Matti Lindström, fiński skoczek narciarski
  - Rui Miguel, portugalski piłkarz
  - Helena Olsson Smeby, norweska skoczkini narciarska
  - Aleksandar Pavlović, serbski koszykarz
  - Fernando Verdasco, hiszpański tenisista
- 16 listopada:
  - Anna Chałupa, polska ekonomistka, urzędniczka państwowa, wiceminister
  - Adam Enright, kanadyjski curler
  - Kari Lehtonen, fiński hokeista
  - Seryk Säpijew, kazachski bokser
  - Britta Steffen, niemiecka pływaczka
- 17 listopada:
  - Pablo Barzola, argentyński piłkarz
  - Alessio Bolognani, włoski skoczek narciarski
  - Alain Cervantes, kubański piłkarz
  - Grzegorz Drojewski, polski aktor
  - Kateřina Emmons, czeska strzelczyni sportowa
  - Jodie Henry, australijska pływaczka
  - Christopher Paolini, amerykański pisarz
- 18 listopada:
  - Michael Dawson, angielski piłkarz
  - Robert Kazinsky, brytyjski aktor pochodzenia żydowskiego
  - Isabel Swan, brazylijska żeglarka sportowa
  - Ben Varon, fiński gitarzysta, członek zespołu Amoral
- 19 listopada:
  - Chandra Crawford, kanadyjska biegaczka narciarska
  - Meseret Defar, etiopska lekkoatletka, biegaczka długodystansowa
  - Adam Driver, amerykański aktor
  - Robert Kuraś, polski aktor
  - Pak Kyong-ok, północnokoreańska pięściarka
  - Sofia Papadopulu, grecka żeglarka sportowa
  - Daria Werbowy, kanadyjska modelka pochodzenia ukraińskiego
  - Aleksandra Zawistowska, polska gimnastyczka
- 20 listopada:
  - Dele Aiyenugba, nigeryjski piłkarz, bramkarz
  - Mónika Kovacsicz, węgierska piłkarka ręczna
  - Allan Stig Rasmussen, duński szachista
- 21 listopada:
  - Brie Bella, amerykańska wrestlerka
  - Nikki Bella, amerykańska wrestlerka
  - Michael Hannah, australijski kolarz górski
  - Daniela Iraschko-Stolz, austriacka skoczkini narciarska
  - Robert Miśkowiak, polski żużlowiec
  - Glorimar Ortega, portorykańska siatkarka
- 22 listopada:
  - José Alfaro, nikaraguański bokser
  - Corey Beaulieu, amerykański muzyk, kompozytor, gitarzysta, członek zespołu Trivium
  - Aleksandra Drzewińska, polska koszykarka
  - Katja Langkeit, niemiecka piłkarka ręczna
- 23 listopada:
  - Gaston Dalmau, argentyński aktor, piosenkarz
  - Khalefa Ahmed Hamouda, sudański piłkarz
  - Mariska Huisman, holenderska łyżwiarka szybka
  - Jeon Da-hye, południowokoreańska łyżwiarka szybka, specjalistka short tracku
  - Igor Jankowski, polsko-białoruski kompozytor, pedagog, działacz muzyczny
  - Kamilla Rytter Juhl, duńska badmintonistka
  - Alain Koffi, francuski koszykarz pochodzenia iworyjskiego
  - Thomas Pridgen, amerykański perkusista, członek zespołów: The Mars Volta, The Memorials(inne języki) i Suicidal Tendencies
- 24 listopada:
  - Dean Ashton, angielski piłkarz
  - Marc Berthod, szwajcarski narciarz alpejski
  - Tatiana Casiraghi, kolumbijska celebrytka, członkini monakijskiej rodziny książęcej
  - Gwilym Lee, brytyjski aktor
  - Dorian Mortelette, francuski wioślarz
  - Luis León Sánchez, hiszpański kolarz szosowy
  - Jan Schmid, norweski specjalista kombinacji norweskiej
- 25 listopada:
  - Teppei Takano, japoński skoczek narciarski
  - Ryan Abrahams, południowoafrykański zapaśnik
- 26 listopada:
  - Baadur Dżobawa, gruziński szachista
  - Chris Hughes, amerykański informatyk, przedsiębiorca
  - Mateusz Janicki, polski aktor
  - Stanisław Łubieński, polski pisarz, publicysta, kulturoznawca
  - Adam Metelski, polski koszykarz
  - Rachel Starr, amerykańska aktorka pornograficzna
- 28 listopada:
  - Robert Milczarek, polski siatkarz
  - Édouard Roger-Vasselin, francuski tenisista
  - Wanja Stambołowa, bułgarska lekkoatletka, płotkarka i sprinterka
  - Maija Tīruma, łotewska saneczkarka
  - Nelson Valdez, paragwajski piłkarz
- 29 listopada:
  - Albert Bunjaku, szwajcarski piłkarz pochodzenia kosowskiego
  - Jauhienij Hutarowicz, białoruski kolarz szosowy, olimpijczyk
  - Briann January, amerykańska koszykarka
  - Jennifer Oeser, niemiecka lekkoatletka, wieloboistka
  - Tanisha Wright, amerykańska koszykarka
- 30 listopada:
  - Anastasija Baburowa, rosyjska dziennikarka (zm. 2009)
  - Paolo de la Haza, peruwiański piłkarz
  - Andrew Newell, amerykański biegacz narciarski
  - Izabela Ściborska, polska siatkarka
- 1 grudnia:
  - Katarina Barun-Šušnjar, chorwacka siatkarka
  - Hilde Drexler, austriacka judoczka
  - Alka Tomar, indyjska zapaśniczka
- 2 grudnia:
  - Grzegorz Bonin, polski piłkarz
  - Chris Burke, szkocki piłkarz
  - Ana Lucía Domínguez, kolumbijska aktorka
  - Aaron Rodgers, amerykański futbolista
  - Daniela Ruah, portugalska aktorka
- 5 grudnia:
  - Foued Kadir, algierski piłkarz
  - Joakim Lindström, szwedzki hokeista
  - Annamay Pierce, kanadyjska pływaczka
- 6 grudnia:
  - Dmitrij Makarow, rosyjski hokeista
  - Urszula Piwnicka, polska lekkoatletka, oszczepniczka
  - Mikołaj Roznerski, polski aktor
  - Mikołaj Woubishet, polski aktor
- 7 grudnia:
  - Linda Bresonik, niemiecka piłkarka
  - Adrian Kowalówka, polski hokeista
  - Mykoła Ładyhin, ukraiński hokeista
  - Gelegdżamcyn Naranczimeg, mongolska zapaśniczka
  - Al Thornton, amerykański koszykarz
- 9 grudnia:
  - Heike Beier, niemiecka siatkarka
  - Neslihan Demir, turecka siatkarka
  - Dariusz Dudka, polski piłkarz
  - Dorota Gawron, polska modelka, fotomodelka
  - Kristofer Hæstad, norweski piłkarz
  - Magdalena Gawrońska, polska koszykarka
- 10 grudnia:
  - Alina Armas, namibijska lekkoatletka, biegaczka
  - Manuel Félix Díaz, dominikański bokser
  - Patrick Flueger, amerykański aktor
  - Habib Mohamed, ghański piłkarz
  - Katrin Siska, estońska muzyk, członkini zespołu Vanilla Ninja
- 12 grudnia – Sefton Barrett, kanadyjski koszykarz
- 13 grudnia:
  - Han Xiaopeng, chiński narciarz dowolny
  - Janeth Jepkosgei Busienei, kenijska lekkoatletka, biegaczka średniodystansowa
  - Otylia Jędrzejczak, polska pływaczka, działaczka sportowa
  - Aleksander Milwiw-Baron, polski muzyk, kompozytor, producent muzyczny, członek zespołu Afromental
  - Michele Muratori, sanmaryński polityk, kapitan regent San Marino
  - Laura Hodges, australijska koszykarka
- 14 grudnia:
  - Mae Koime, papuaska lekkoatletka, sprinterka
  - Maja Kraft, polska piosenkarka
  - Linda Mackenzie, australijska pływaczka
  - Henri Pirkkalainen, fiński perkusista, członek zespołu Excalion
  - Dane Richards, jamajski piłkarz
  - Igor Rickli, brazylijski aktor pochodzenia szwajcarsko-włoskiego
  - Alexandra Rochelle, francuska siatkarka
  - Barbara Siemieniuk, polska judoczka
- 15 grudnia:
  - Komlan Amewou, togijski piłkarz
  - Marco Bernacci, włoski piłkarz
  - Brooke Fraser, nowozelandzka piosenkarka, autorka tekstów
  - Gunnar Már Guðmundsson, islandzki piłkarz
  - Jamie Heaslip, irlandzki rugbysta
  - Zlatan Ljubijankič, słoweński piłkarz
  - Camilla Luddington, brytyjska aktorka
  - Viran Morros, hiszpański piłkarz ręczny
  - Jonas Persson, szwedzki pływak
  - Ronnie Radke, amerykański muzyk, wokalista, członek zespołu Escape the Fate
  - Agnieszka Radzikowska, polska aktorka
  - César Arturo Ramos, meksykański sędzia piłkarski
  - René Román, hiszpański piłkarz, bramkarz
  - Wang Hao, chiński tenisista stołowy
  - Sophia Young, amerykańska koszykarka
- 16 grudnia:
  - Daria Antończyk, polska bokserka, piłkarka, bramkarka
  - Joey Dorsey, amerykański koszykarz
  - Hollie Grima, australijska koszykarka
  - Dominik Klein, niemiecki piłkarz ręczny
  - Ana-Claudia Țapardel, rumuńska polityk
  - Raphael Viana, brazylijski aktor
- 17 grudnia:
  - Nicole Büchler, szwajcarska lekkoatletka, tyczkarka
  - Magdalena Marek, polska polityk, poseł na Sejm RP
  - Rafał Kosznik, polski piłkarz
  - Chidi Odiah, nigeryjski piłkarz
  - Sébastien Ogier, francuski kierowca rajdowy
  - Marta Plewa, polska lekkoatletka, tyczkarka
- 19 grudnia:
  - Nektarios Aleksandru, cypryjski piłkarz
  - Morlaye Cissé, gwinejski piłkarz
  - Matti Heikkinen, fiński biegacz narciarski
  - A.J. Lamas, amerykański aktor
  - Mia Rosing, duńska modelka
- 20 grudnia:
  - Nelli Aliszewa, rosyjska siatkarka
  - Jonah Hill, amerykański aktor, komik, producent filmowy
  - Chelsea Johnson, amerykańska lekkoatletka, tyczkarka
  - Agata Rosłońska, polska łyżwiarka figurowa
  - Lara Stone, holenderska modelka
  - Robert Tobin, brytyjski lekkoatleta, sprinter
  - Ognjen Vukojević, chorwacki piłkarz
- 21 grudnia:
  - Luis Checa, ekwadorski piłkarz
  - Katja Demut, niemiecka lekkoatletka, trójskoczkini
  - Magnus von Horn, szwedzki reżyser
  - Tomoka Takeuchi, japońska snowboardzistka
  - Steven Yeun, amerykański aktor pochodzenia koreańskiego
- 22 grudnia:
  - Robin Duvillard, francuski biegacz narciarski
  - Luke Gallows, amerykański wrestler
  - Viola Kibiwot, kenijska lekkoatletka, biegaczka średnio- i długodystansowa
  - Nathalie Péchalat, francuska łyżwiarka figurowa
- 23 grudnia:
  - Lisa Dobriskey, brytyjska lekkoatletka, biegaczka średniodystansowa
  - Mathias Hafele, austriacki skoczek narciarski
  - Mohamed Sarr, senegalski piłkarz
  - Adam Skrodzki, polski szablista
  - Anthony Wolfe, trynidadzko-tobagijski piłkarz
- 24 grudnia:
  - Cao Lei, chińska sztangistka
  - Abdoulaye Cissé, burkiński piłkarz
  - Irina Krush, amerykańska szachistka pochodzenia ukraińskiego
  - Ałła Łyszafaj, ukraińska piłkarka
  - Joel Solanilla, panamski piłkarz
- 26 grudnia:
  - Li Ye, chiński łyżwiarz szybki, specjalista short tracku
  - Takayoshi Ōmura, japoński muzyk, kompozytor
  - Alexandra L. Phillips, brytyjska polityk, eurodeputowana
  - Jagoda Stach, polska aktorka, wokalistka
  - Alexander Wang, amerykański projektant mody pochodzenia chińskiego
- 27 grudnia:
  - Rafał Dobrowolski, polski łucznik
  - María Vanina García Sokol, argentyńska tenisistka
  - Cole Hamels, amerykański baseballista
  - Matúš Kozáčik, słowacki piłkarz, bramkarz
  - Merab Kwirikaszwili, gruziński rugbysta
  - Sa Dingding, chińska piosenkarka, autorka tekstów
  - Jesse Williams, amerykański lekkoatleta, skoczek wzwyż
  - Marco Zoro, iworyjski piłkarz
- 28 grudnia:
  - Daniela Alvarez, boliwijska tenisistka
  - Debatik Curri, albański piłkarz
  - Aiko Nakamura, japońska tenisistka
  - Maria Niklińska, polska aktorka
  - Robert Svensson, szwedzki tenisista stołowy
- 31 grudnia:
  - Assimi Goita, malijski wojskowy, polityk, przewodniczący Narodowego Komitetu Ocalenia Ludu Mali
  - Jaqueline, brazylijska siatkarka
  - Sanjay Kumar, indyjski zapaśnik

dokładna data nie znana – Agnieszka Piksa, polska artystka sztuk wizualnych, rysowniczka, autorka komiksów, ilustracji i murali

## Zdarzenia astronomiczne
- 11 maja – kometa IRAS-Araki-Alcock minęła Ziemię w odległości 4,67 mln km, najbliżej od roku 1770.
- 11 czerwca – całkowite zaćmienie Słońca
- 25 czerwca – zaćmienie Księżyca
- 4 grudnia – obrączkowe zaćmienie Słońca

## Nagrody Nobla
- z fizyki – Subramanyan Chandrasekhar, William Alfred Fowler
- z chemii – Henry Taube
- z medycyny – Barbara McClintock za badania nad transpozonami
- z literatury – William Golding
- nagroda pokojowa – Lech Wałęsa
- z ekonomii – Gerard Debreu

## Święta ruchome
- Tłusty czwartek: 10 lutego
- Ostatki: 15 lutego
- Popielec: 16 lutego
- Niedziela Palmowa: 27 marca
- Pamiątka śmierci Jezusa Chrystusa: 29 marca
- Wielki Czwartek: 31 marca
- Wielki Piątek: 1 kwietnia
- Wielka Sobota: 2 kwietnia
- Wielkanoc: 3 kwietnia
- Poniedziałek Wielkanocny: 4 kwietnia
- Wniebowstąpienie Pańskie: 12 maja
- Zesłanie Ducha Świętego: 22 maja
- Boże Ciało: 2 czerwca